# Un uomo un'avventura
Un uomo un'avventura è una collana di volumi a fumetti di genere avventuroso pubblicata dal 1976 al 1980 dalle Edizioni CEPIM. La collana, distribuita in edicola, pubblicava romanzi a fumetti appositamente realizzati e autoconclusivi, presentando a ogni uscita una storia e un autore differente, scelto tra i maggiori fumettisti italiani e internazionali dell'epoca.

## Storia editoriale
La serie fu molto innovativa per l'epoca, dato che pubblicava romanzi a fumetti auto conclusivi; gli albi erano cartonati e di grande formato, con una foliazione di 48 tavole a colori stampate su carta patinata ad alta grammatura, . Sulla copertina di ogni numero era presente solo il nome del disegnatore e non anche quello dell'autore dei testi; l'eventuale – molte delle storie erano infatti scritte e disegnate dallo stesso autore – sceneggiatore era comunque correttamente accreditato nel frontespizio. Agli autori era lasciata grande libertà creativa, in contesti narrativi molto realistici, differentemente da quanto accadeva nella tradizionale produzione seriale della CEPIM (futura Sergio Bonelli Editore), rivolta ai ragazzi più che agli adulti.
Il primo numero fu preceduto da un numero di prova nel settembre 1976 realizzato con una veste grafica leggermente diversa e conteneva L'uomo del Nilo di Sergio Toppi, la storia che poi sarebbe stata ripresentata nel primo volume.
Le storie presentate erano tutte prime pubblicazioni assolute, eccezion fatta per l'album di Robert Gigi, parziale rimaneggiamento di un suo vecchio lavoro lanciato nei Paesi Bassi all'inizio degli anni settanta, e per i primi tre volumi di Hugo Pratt, effettivamente commissionati da Bonelli, ma pubblicati in anteprima in Francia da vari editori. Nelle singole schede degli albi vengono precisate tutte le informazioni.
Nel 1978 Magnus propose alla casa editrice un albo intitolato L'uomo di Lugo che avrebbe dovuto svolgersi nella Romagna della metà Ottocento, incentrato sulla figura del brigante Stefano Pelloni; la storia fu sceneggiata, ma non fu mai disegnata a causa dei lunghi tempi di lavorazione previsti.
La sceneggiatura, acquisita dalle Edizioni NPE, è stata affidata nel 2018 al fumettista Sergio Tisselli, collaboratore e grande amico di Magnus. Reintitolata L'uomo dalla schioppa d'argento, è attualmente in lavorazione per i disegni dello stesso Tisselli.
La collana non è mai stata ristampata integralmente, anche se molti volumi hanno avuto diverse riedizioni nel corso del tempo, di formato e contenuti spesso differenti dagli albi originali (elencate nelle singole schede).
La ristampa più completa si è avuta nel 1995, quando l'editrice Hobby & Work ripropose a colori 24 dei 30 volumi nella collana I grandi del fumetto (che riprendeva grafica e interni dell'originale Un uomo un'avventura; unica differenza la rilegatura, in brossura e non in cartonato), escludendo i quattro albi di Pratt, e i due di Enric Siò e di Gigi.

## L'uomo del Nilo(Sergio Toppi)
- Pubblicazione: novembre 1976
- Disegni: Sergio Toppi

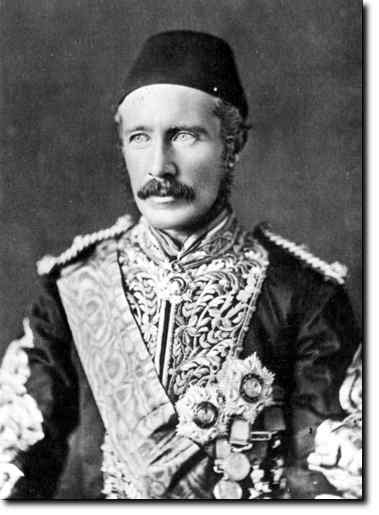
Charles George Gordon con l'uniforme egiziana, 1840 ca.

- Soggetto e sceneggiatura: Decio Canzio
- Colori: Ugo Pietrafitta
- Contesto e ambientazione: La storia è ambientata in Sudan negli anni ottanta dell'Ottocento, al tempo della rivolta mahdista che oppose l'esercito sudanese guidato da Muhammad Ahmad, autoproclamatosi Mahdi, e l'esercito anglo-egiziano, alla testa del quale era il generale inglese Charles Gordon, detto "Gordon Pascià".

Trama: Il giovane reporter inglese Bob Wingate arriva a Khartum, cinta d'assedio: vuole intervistare il generale Gordon, che tiene con difficoltà una città isolata e ormai prossima alla presa da parte dell'esercito mahdista.
Sinceramente stupito dal coraggio dimostrato da Bob nel raggiungere Khartum, Gordon gli chiede di partire in missione speciale: dovrà passare oltre le linee nemiche per domandare aiuto al generale Garnet Wolseley, di stanza più a nord. Oltre al messaggio, affida al reporter i suoi diari personali, dove emergono le idee di questi circa una guerra destinata a fallire a causa dell'incapacità dei dirigenti londinesi, chiedendogli di pubblicarli una volta tornato in patria.

Dopo diversi imprevisti – fra attacchi di predoni e marce nel deserto assolato –, Bob riesce ad arrivare al campo di Wolseley: tuttavia, in seguito a un banale colpo alla testa, rimane incosciente per molti giorni. Al risveglio si reca immediatamente dal generale per recapitare il suo messaggio, ma scopre che Khartum è caduta due giorni prima nelle mani dei nemici, e che Gordon è rimasto ucciso nell'azione.
- Riedizioni successive:

1. L'uomo del Nilo, collana Tascabili Bompiani n.206, 1980, Bompiani (edizione tascabile in bianco e nero)
2. L'uomo del Nilo, collana I Grandi del Fumetto n. 3, 1995, Hobby & Work (riproposizione del volume di Un uomo un'avventura)
3. Africane, collana Sulle rotte dell'immaginario n. 1, 2010, Edizioni Paoline (edizione in grande formato in bianco e nero; contiene anche altre storie di Toppi)
4. Almanacco Avventura 2014, 2014, Sergio Bonelli Editore (edizione in formato bonellide a colori; contiene anche L'uomo del Messico e L'uomo delle paludi)

## L'uomo dello Zululand(Gino D'Antonio)
- Pubblicazione: dicembre 1976

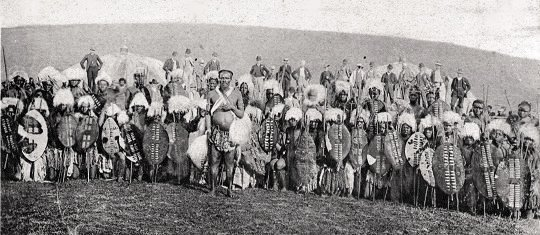
Guerrieri zulu con i caratteristici scudi. Fotografia di fine Ottocento.

- Disegni, soggetto e sceneggiatura: Gino D'Antonio
- Colori: Ugo Pietrafitta
- Contesto e ambientazione: Le vicende si situano nell'ambito della guerra anglo-zulu del 1879, e seguono in particolare i fatti che portarono alla celebre battaglia di Rorke's Drift.

Trama: Il commerciante tedesco Reich, che vende armi alle tribù zulu, decide di lasciare i territori del Transvaal dove si trovava per raggiungere la costa: truppe inglesi, guidate da lord Chelmsford, stanno per invadere lo Zululand, e gli zulu, con i quali pure Reich era in buoni rapporti, gli intimano di andarsene, perché presto non faranno distinzioni fra i bianchi e il massacro sarà generale.

Dopo essere sfuggito ad alcuni esploratori boeri, al servizio degli inglesi, che lo conoscono e vorrebbero consegnarlo alla corte marziale per aver venduto armi al nemico, Reich raggiunge la colonna del colonnello Durnford, dove nessuno sa chi sia. Il tedesco avverte Durnford del pericolo e soprattutto della micidiale tattica della "tenaglia zulu", ma il colonnello, sicuro della supremazia inglese, non gli dà retta. In ogni caso, è troppo tardi: gli zulu circondano i soldati e lo scontro volge subito in catastrofe. Reich, andatosene appena in tempo, raggiunge poco più indietro la base di Rorke's Drift, dove viene riconosciuto e arrestato, in attesa dell'impiccagione.

In breve, gli zulu convergono sulla struttura e inizia un lungo e feroce assedio, che vede fronteggiarsi un manipolo di poche decine di uomini contro un esercito di migliaia di africani. Dopo molti tentativi a vuoto, Reich convince finalmente il soldato Hook a dargli un'arma per poter contribuire alla difesa della postazione: insieme, dopo che gli zulu appiccano il fuoco al tetto dell'edificio, riescono ad aprire un varco nel muro e a far uscire i feriti che la base di Rorke ospitava già prima della battaglia. L'assedio dura tutta la notte, ma all'alba, finalmente, gli zulu si ritirano, lasciando sul campo centinaia di morti, mentre le perdite inglesi sono state appena di 15 soldati. Riconoscenti per l'aiuto ricevuto, i britannici concedono a Reich di andarsene da uomo libero.
- Riedizioni successive:

1. L'uomo dello Zululand, collana Tascabili Bompiani n.225, 1981, Bompiani (edizione tascabile in bianco e nero)
2. L'uomo dello Zululand, collana I Grandi del Fumetto n. 15, 1995, Hobby & Work (riproposizione del volume di Un uomo un'avventura)
3. Almanacco Avventura 2015, 2015, Sergio Bonelli Editore (edizione in formato bonellide a colori; contiene anche L'uomo di Iwo Jima, e altre storie di D'Antonio)

## L'uomo della legione(Dino Battaglia)
- Pubblicazione: gennaio 1977
- Disegni, soggetto e sceneggiatura: Dino Battaglia
- Colori: Laura Battaglia
- Contesto e ambientazione: Deserto algerino, 1921. All'epoca, l'Algeria era ancora una delle più importanti colonie francesi.

Trama: In marcia verso Sidi Bel Abbes, un corpo della legione straniera francese guidato dal capitano Desay viene attaccato da un gruppo di predoni del deserto. Il breve scontro a fuoco si risolve a favore dei militari, anche grazie all'eroico intervento del soldato Moreau, che da solo mette in rotta gli assalitori. Giunti in città, Desay vorrebbe complimentarsi con lui, ma l'atteggiamento del soldato è freddo e distaccato. Moreau ricorda infatti di quando, dopo la battaglia di Verdun (negli ultimi anni della Grande Guerra), venne processato assieme ad altri suoi compagni dal tribunale militare, che voleva punire la codardia del battaglione del quale Moreau faceva parte. In realtà se i soldati fuggirono fu solo perché il loro comandante aveva troppa paura di combattere: grazie alle sue amicizie influenti quest'ultimo uscì incensurato dal processo, mentre i suoi uomini vennero condannati al carcere duro. Quel comandante era proprio Desay, il quale, ferito nell'orgoglio, dice a Moreau di essere oggi una persona molto diversa. Il soldato si dimostra dubbioso, sostenendo che gli uomini non cambiano mai per davvero.

L'indomani Moreau si rende protagonista di un atto di violenza nei confronti di un suo compagno che lo stava insultando. Viene chiamato a rapporto da Desay, il quale gli dice che potrebbe fargli evitare la punizione se questi si dimenticasse dei fatti di Verdun. Moreau, indignato, rifiuta, e viene frustato alla schiena.

Qualche giorno dopo una sentinella avvista un corpo di predoni, diretti verso forte Boubot. Desay mette in piedi una squadra di volontari per andare a prestare soccorso: con sua grande sorpresa, Moreau si unisce spontaneamente alla spedizione. Il viaggio dura svariati giorni, durante i quali i soldati incorrono in parecchi incidenti. Al loro arrivo al forte, scoprono che la divisione di stanza è stata completamente massacrata, e che sono stati attirati in trappola. Asserragliati nella fortezza, i legionari cercano di resistere come possono al gran numero di algerini che marciano contro di loro, ma il breve assedio è disastroso. Terrorizzato, Desay esce dal forte con una bandiera bianca, pronto ad arrendersi; ma Moreau, che aveva previsto quell'atto di codardia, gli spara alla testa e lo uccide, poco prima che i predoni penetrino nel complesso.
- Riedizioni successive:

1. L'uomo della legione, collana Tascabili Bompiani n. 208, 1980, Bompiani (edizione tascabile in bianco e nero)
2. L'uomo della legione, collana I Grandi del Fumetto n. 4, 1995, Hobby & Work (riproposizione del volume di Un uomo un'avventura)
3. L'uomo della legione, 2007, Editori del Grifo (edizione in grande formato in bianco e nero; dello stesso volume esiste anche una versione a tiratura limitata, con stampa a colori numerata in allegato)
4. L'uomo della legione, 2017, Edizioni NPE (edizione in grande formato a colori)
5. Battaglia: L'uomo della legione/L'uomo del New England, collana I Grandi Maestri n. 18, 2018, Editoriale Cosmo (edizione in formato bonellide a colori; contiene anche L'uomo del New England)

## L'uomo dei Caraibi(Hugo Pratt)
- Pubblicazione: febbraio 1977
- Disegni, soggetto e sceneggiatura: Hugo Pratt[9]
- Colori: Anne Frognier
- Note: Ai tempi dell'apparizione in collana, L'uomo dei Caraibi non era un inedito (come gran parte degli altri volumi), ma era già stato effettivamente pubblicato nel 1976 in Francia dalle Éditions du Kangourou, con il titolo Sven[10] (non un errore di battitura: il nome del protagonista è differente da quello della versione italiana[11])[12]. 
Del fumetto esistono anche due seguiti "apocrifi", firmati dai fumettisti Raffaele "Lele" Vianello e Guido Fuga (per molto tempo assistenti e amici di Pratt), intitolati Cubana (Edizioni Voilier, 2010) e Argentina (Edizioni Segni d'Autore, 2012).
- Contesto e ambientazione: Mar dei Caraibi, 1960, pochi mesi dopo la rivoluzione cubana.

Trama: Il burbero capitano di yacht Svend sta trasportando verso Haiti un misterioso italoamericano, Barnaba Moretto, e l'amante di questi, la giovane indigena Bon Bon. Durante la traversata, l'avvistamento di un'imbarcazione in panne costringe Svend a fermarsi per prestare soccorso. Si tratta di una trappola: gli occupanti della barca sono infatti dei guerriglieri che, con la complicità di Bon Bon, sequestrano lo yacht di Svend. Il loro obiettivo è Barnaba: costui è un criminale, in fuga dopo aver compiuto una rapina nella città di Wheeling, il bottino della quale trasporta con sé; Bon Bon l'ha sedotto solo per potersi impadronire del denaro, che contribuirà a finanziare la rivoluzione di Pelle Nera, un guerrigliero haitiano. Svend e Barnaba vengono quindi condotti nell'isola che funge da rifugio per Pelle Nera dove sono abbandonati, mentre i combattenti fanno rotta verso Haiti.

Nonostante si piacciano poco l'un l'altro, Svend e Barnaba fanno squadra e riescono a costruire un'imbarcazione di fortuna. Recuperati al largo qualche giorno dopo da una nave, a Grand Cayman vengono a sapere che il colpo di Stato di Pelle Nera e compagni è fallito: grazie a una soffiata anonima sono tutti caduti in combattimento. Mentre passeggiano per le strade della città, i due notano in mezzo alla folla Zombi, uno dei guerriglieri di Pelle Nera. Incuriositi, lo seguono fino a una casa, dove scoprono che a fare il doppio-gioco è stata Bon Bon, in realtà al servizio di un'organizzazione paramilitare americana. Desideroso di vendicarsi per l'affronto subìto, Barnaba fa irruzione, dove con l'aiuto di Svend uccide Bon Bon e gli altri. Dopo una breve fuga decidono di separarsi: Svend propone scherzosamente a Barnaba di mettere le sue abilità come rapinatore al servizio dei guerriglieri, ma Barnaba rifiuta, rivendicando orgogliosamente l'apoliticità delle proprie azioni.

Qualche mese dopo, Svend ha acquistato un nuovo yacht, e ha ripreso il vecchio lavoro. Alla radio sente la cronaca dell'ultima di una serie di rapine compiute da un misterioso uomo, al servizio del movimento di liberazione haitiano; quando improvvisamente avvista una barca in panne. Per niente desideroso di cacciarsi nuovamente nei guai, vira e si allontana.
- Riedizioni successive:

1. L'uomo dei Caraibi, collana Tascabili Bompiani n. 203, 1980, Bompiani
2. Caraibi e sertão, 1984, Edizioni L'Isola Trovata (edizione in grande formato a colori; contiene anche L'uomo del sertão)
3. L'uomo dei Caraibi, rivista Corto Maltese, n. 2/anno VI (febbraio 1988), Rizzoli/Milano Libri (ristampa su rivista, a colori)
4. L'uomo dei Caraibi, 2006, Edizioni Lizard (edizione in grande formato a colori)
5. Un uomo un'avventura, collana Corto Maltese e il meglio di Hugo Pratt n. 18, 2010, RCS MediaGroup/Rizzoli Lizard (edizione tascabile a colori; contiene anche L'uomo del sertão e L'uomo della Somalia)
6. Un uomo un'avventura, collana Tutto Pratt n. 28, 2014, RCS MediaGroup/Rizzoli Lizard (edizione in grande formato a colori; contiene anche L'uomo del sertão, L'uomo della Somalia e L'uomo del Grande Nord)
7. Un uomo un'avventura. Caraibi, sertão, Somalia, collana L'arte di Hugo Pratt n. 18, 2017, GEDI Gruppo Editoriale (edizione in grande formato a colori; contiene anche L'uomo del sertão e L'uomo della Somalia)

## L'uomo del deserto(Ferdinando Tacconi)
- Pubblicazione: marzo 1977
- Disegni: Ferdinando Tacconi

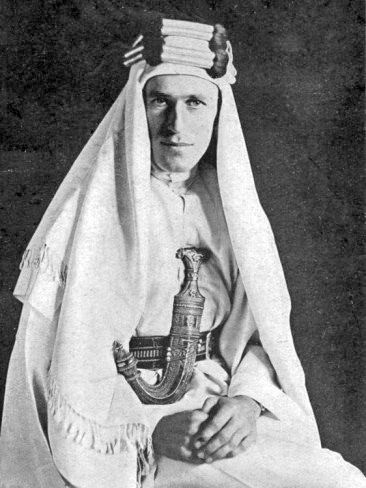
Thomas E. Lawrence nel 1919.

- Soggetto e sceneggiatura: Gino D'Antonio
- Colori: Ugo Pietrafitta
- Contesto e ambientazione: La storia si svolge nel 1917, durante la Grande Guerra, fra Egitto (allora un protettorato dell'impero britannico) e Giordania (all'epoca facente parte dell'impero ottomano). A quel tempo, la regione era interessata dalla lotta per l'unificazione delle tribù arabe promossa dal tenente colonnello inglese Thomas E. Lawrence (meglio conosciuto con il soprannome di "Lawrence d'Arabia"), a danno dei turchi.

Trama: Il giovane soldato inglese Bertram Prott, di stanza a Porto Said, viene cacciato dal suo istruttore di volo a causa della sua indisciplina, e riassegnato a un altro battaglione. Nel suo ultimo giorno prima della partenza decide di concedersi qualche svago in città, ma l'incontro con un'affascinante donna si rivela fatale: è la baronessa russa Tania Zarova, che sequestra il soldato – dopo che questi, per vantarsi, le ha detto di essere un conducente di aeroplano –, e lo obbliga a pilotare per lei un apparecchio rubato. La baronessa non rivela subito a Bertram la destinazione, ma poco importa visto che la loro fuga termina prematuramente: nei cieli del deserto incrociano infatti l'aereo del comandante tedesco Zimmer, detto l'"Alfiere Nero"; lui e Tania sono personalmente amici, ma dal momento che la livrea dell'aereo di Bertram reca l'insegna inglese, Zimmer non li riconosce e li abbatte.

La caduta è per i due indolore, e una volta a terra Tania fornisce qualche spiegazione a Bertram: gli rivela infatti che lavora al soldo dei turchi, i quali non hanno nessuna intenzione di permettere la riunificazione delle tribù arabe promossa da Lawrence. Dopo un paio di giorni di cammino, riescono ad arrivare a destinazione, presso l'accampamento dello sceicco Nazir: il compito di Tania è di corromperlo con una grande somma di denaro, affinché i suoi uomini combattano contro gli inglesi e le altre tribù arabe. Lo sceicco è tuttavia una persona viscida, e tenta di abusare sessualmente della donna: al che Bertram e Tania lo mettono K.O. e scappano nel deserto con la sua Rolls-Royce blindata. Anche in questo caso la fuga si conclude prima del previsto, dal momento che sulla loro strada vengono intercettati da un plotone di soldati turchi, che distruggono l'automobile e li catturano. Le cose sembrano mettersi per il peggio, se non fosse che Thomas E. Lawrence in persona, di passaggio nella zona con i suoi uomini, sgomina i turchi e libera i due, riconoscendo in Bertram un connazionale.

Il comandante spiega loro che sono diretti a Guweira, ultima roccaforte ottomana prima di Aqaba, porto di fondamentale importanza strategica per la rivolta. Aqaba è pressoché indifesa, ma Guweira è protetta in maniera impeccabile da un sistema di trincee, e Lawrence non sa proprio come potrebbero conquistarla: i pochi uomini a sua disposizione verrebbero falcidiati immediatamente dalle mitragliatrici turche, dal momento che l'unico loro mezzo di locomozione sono dei cammelli, certo non velocissimi; inoltre, nei cieli della città scorrazza anche l'aeroplano dell'Alfiere Nero, che in quanto tedesco è alleato dei turchi. Gli viene in aiuto Bertram: costui è infatti un abile meccanico, e rimette insieme i pezzi dell'autoblindo distrutto, costruendo un mezzo non robustissimo ma molto veloce, su cui monta una mitragliatrice. Egli stesso si mette alla guida e, con Tania (che lavorava per i turchi esclusivamente per denaro, e non esita quindi ora a passare dalla parte degli inglesi) a maneggiare l'arma, spiana la strada per gli uomini di Lawrence, distruggendo le trincee e riuscendo perfino ad abbattere l'aereo di Zimmer. Lawrence riesce a conquistare Guweira, ma nel momento della massima vittoria si accorge che Bertram e Tania sono spariti: nonostante le numerose incomprensioni, fra i due è infatti scoccata la scintilla, e sono pertanto scappati insieme, lontano dalla guerra.
- Riedizioni successive:

1. L'uomo del deserto, collana Tascabili Bompiani n. 207, 1980, Bompiani (edizione tascabile in bianco e nero)
2. L'uomo del deserto, collana I Grandi del Fumetto n. 6, 1995, Hobby & Work (riproposizione del volume di Un uomo un'avventura)
3. Un uomo un'avventura, collana Le Storie n. 108, 2021, Sergio Bonelli Editore (edizione in formato bonellide in bianco e nero; contiene anche L'uomo di Rangoon)

## L'uomo del Klondike(Alarico Gattia)
- Pubblicazione: aprile 1977
- Disegni, soggetto e sceneggiatura: Alarico Gattia
- Colori: Ugo Pietrafitta
- Contesto e ambientazione: L'album è ambientato a fine '800, durante la grande corsa all'oro del Klondike.

Trama: Joe Connery è un tranquillo impiegato di San Francisco, che in seguito ad un'infezione polmonare si trasferisce per qualche tempo in Alaska per beneficiare del buon clima della regione. Una volta guarito decide però di stabilirsi in quelle terre solitarie e inospitali, di cui si è innamorato, per dedicarsi alla ricerca dell'oro, all'epoca una delle attività più popolari della zona.

Joe si trasferisce pertanto a Fort Yukon, dove conosce altri cercatori, tra i quali il vecchio Sam. Costui cerca un robusto compagno di spedizione: egli conosce infatti l'ubicazione di un ricchissimo filone d'oro, troppo lontano tuttavia per poterlo raggiungere da solo, alla sua età. I due si mettono d'accordo e assoldano dunque un'esperta guida indiana, Tanaka, con il quale partono alla volta del Klondike, per un viaggio lungo e faticoso. Giunti sul luogo, tuttavia, si accorgono ben presto che la quantità di biondo metallo li ripagherà di tutte le sofferenze patite.

Sam decide a questo punto di tornare a Fort Yukon per fare provviste e registrare la concessione, ma alla locanda del paese si vanta di aver scoperto un giacimento ricchissimo, attirando su di sé le invidie degli altri cercatori. Nel frattempo, Joe e Tanaka, rimasti nei pressi dello scavo, devono affrontare il rigido inverno del Klondike: l'assenza di cibo e di selvaggina li precipita in condizioni terribili e Tanaka, vinto dagli stenti, muore. Passati due mesi Sam è finalmente di ritorno al campo base, ma poco prima di ricongiungersi con Joe viene abbattuto da tre cercatori che in segreto gli stavano alle calcagna. Joe reagisce prontamente: a seguito di una furiosa sparatoria, li uccide a loro volta.

Anni dopo, l'Alaska è stata trasformata dalle compagnie minerarie, e Joe Connery è un ricchissimo proprietario di giacimenti auriferi. E tuttavia, si sente irrimediabilmente triste e amareggiato per aver contribuito in modo determinante a deturpare quel luogo che tanto amava.
- Riedizioni successive:

1. L'uomo del Klondike, collana I Grandi del Fumetto n. 7, 1995, Hobby & Work (riproposizione del volume di Un uomo un'avventura)

## L'uomo del Messico(Sergio Toppi)
- Emiliano Zapata e Pancho Villa nel 1914.Pubblicazione: maggio 1977
- Disegni e colori: Sergio Toppi

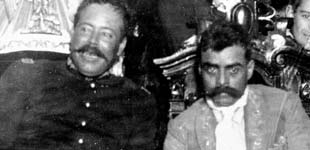
Emiliano Zapata e Pancho Villa nel 1914.

- Soggetto e sceneggiatura: Decio Canzio
- Contesto e ambientazione: Le vicende raccontate si svolgono in Messico, nel corso del 1914, quando nel Paese ancora infuriava la rivoluzione armata portata avanti principalmente dai leader militari Emiliano Zapata e Pancho Villa.

Trama: Holly McCallister è un giovane cinereporter americano, al seguito del plotone di Villa per documentarne le leggendarie imprese. Un giorno di maggio il gruppo si imbatte, dopo l'assalto a un treno, in un agente segreto statunitense, Jimmy Nolan. Costui porta con sé una missiva del governo americano, nella quale si afferma che gli Stati Uniti sono disposti a fornire appoggio logistico per la causa dei rivoluzionari. Villa, uomo grossolano e non particolarmente accorto, non si fida, e decide di portare Nolan con sé fino a Cuernavaca, il quartier generale di Zapata, affinché quest'ultimo giudichi se accogliere o meno la proposta degli americani. Durante il breve viaggio Holly e Jimmy hanno modo di conoscersi, e questi rivela al cinereporter che non crede affatto nella rivoluzione messicana; tuttavia, è costretto a obbedire agli ordini dei suoi superiori.

Zapata, persona intelligente e riservata, stringe in fretta amicizia con Holly, dopo che il giovane risponde a tono a una provocazione di Villa, con il quale Emiliano non va molto d'accordo. Dopo qualche giorno Zapata decide di accettare le offerte di Nolan: vuole tuttavia mostrare all'americano la causa per la quale il suo Paese gli sta fornendo appoggio, e quindi lo porta ad assistere alla sanguinosa espropriazione di un'hacienda.
Quella sera i tre, su proposta di Zapata, decidono di fare una breve passeggiata, e il messicano li porta presso le spettacolari rovine di Teotihuacan, site lì vicino. Ammaliato dalla bellezza del luogo al chiaro di luna, Holly si perde fra le meraviglie dell'antica città; ma quando fa per ricongiungersi con i suoi due compagni, scopre Emiliano in procinto di uccidere Nolan: quest'ultimo infatti aveva tentato di assassinare a sua volta, nell'oscurità del luogo, il capo rivoluzionario, dietro indicazione segreta dei suoi superiori. Zapata liquida l'americano, e si congeda freddamente da Holly, il quale non la prende bene, e poco tempo dopo torna in patria.

Verrà a scoprire cinque anni più tardi, su una spiaggia di New York, della morte di Zapata da un giornale.
- Riedizioni successive:

1. L'uomo del Messico, collana Tascabili Bompiani n. 241, 1981, Bompiani (edizione tascabile in bianco e nero)
2. L'uomo del Messico, collana I Grandi del Fumetto n. 14, 1995, Hobby & Work (riproposizione del volume di Un uomo un'avventura)
3. Almanacco Avventura 2014, 2014, Sergio Bonelli Editore (edizione in formato bonellide a colori; contiene anche L'uomo del Nilo e L'uomo delle paludi)

## L'uomo di Pechino(Renato Polese)
- Pubblicazione: giugno 1977
- Disegni: Renato Polese

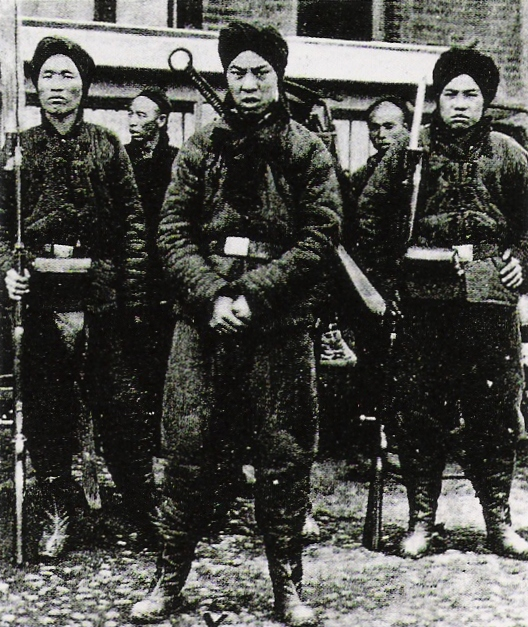
Ribelli "Boxer", 1900.

- Soggetto e sceneggiatura: Gino D'Antonio
- Colori: Ugo Pietrafitta
- Contesto e ambientazione: L'uomo di Pechino è ambientato nel 1900, in Cina, nel corso della violenta guerra dei "Boxer": un'insurrezione popolare, guidata da alcune sette di nazionalisti che cercarono con la violenza di distruggere le legazioni straniere che spadroneggiavano in Oriente. L'azione si svolge a Pechino e nelle campagne circostanti.

Trama: L'ingegnere americano Regan, accompagnato da un distinto capitano militare suo connazionale, sta per raggiungere Pechino: lavorerà a una ferrovia locale, per conto di una ditta statunitense. Regan non nutre grande rispetto per i cinesi, e anzi ritiene che questi dovrebbero ringraziare – e non disprezzare – le numerose imprese straniere impiantate in Cina, visto che stanno traghettando un Paese arretrato verso la modernità; non di questo parere del capitano, di idee più moderate. Il convoglio che li sta portando in città viene fermato dalle prime scintille dell'imminente rivolta portata avanti dai "Boxer". Scesi dal treno, Regan e il capitano devono battersi con i rivoltosi per permettere al mezzo di ripartire, rimanendo tuttavia appiedati e in territorio ostile.

Il capitano viene ferito da alcuni miliziani, ma i due trovano rifugio presso la dimora del ricco principe Ling. Costui apprezza la cultura occidentale, e tuttavia è fermamente convinto della bontà delle azioni dei "Boxer": a tal proposito si scontra verbalmente con Regan, il quale ritiene invece che la violenza non possa essere giustificata in alcun modo. Quando Ling rivela loro che i fatti della giornata non sono che l'inizio, e che i "Boxer" hanno intenzione di prendere d'assalto le ambasciate internazionali a Pechino, Regan decide di non perdere tempo, e tenta una rocambolesca fuga dalla tenuta con il capitano, dopo aver tramortito il principe.

Nel corso del loro viaggio i due cercano di quietare gli episodi di fanatismo in cui si imbattono, salvando anche una fanciulla protestante che stava per essere linciata dalla folla. Giunti a Pechino, Regan ha modo di avvertire le ambasciate, che tentano una disperata difesa contro i "Boxer": questi ultimi sono infatti in segreto appoggiati dall'imperatrice Cixi, la quale non fornisce loro apertamente appoggio, ma ha comunque aperto gli arsenali militari, rendendo possibile l'assedio alle legazioni.

I giorni successivi vedono Regan e i soldati americani giunti in soccorso delle ambasciate organizzare una resistenza, e occuparsi dei civili, spesso coinvolti loro malgrado negli attacchi dei "Boxer". Nel corso di una notte tranquilla, Regan e un suo compagno cercano di penetrare nelle linee nemiche per mettere fuori gioco un cannone pesante che sta distruggendo gran parte delle abitazioni circostanti. Nel corso della sortita, tuttavia, Regan scopre che Ling è passato dalle parole ai fatti, e sta aiutando in prima persona i rivoltosi. L'uomo fa saltare in aria il cannone, e dopo aver messo Ling K.O. lo getta nel fiume.

Nelle settimane seguenti gli episodi di violenza aumentano sempre di più. Il climax della vicenda si ha quando Regan e il capitano, ormai ristabilitosi, incontrano per caso la giovane protestante che avevano salvato qualche tempo prima, la quale li conduce in casa sua: nella cantina si sentono ormai da giorni rumori sempre più forti, e la ragazza è preoccupata. Regan scopre che i "Boxer" stanno tentando di costruire una galleria per far saltare in aria l'isolato dal basso, e abbatte l'ormai fragile parete della cantina rivelando i ribelli che si nascondevano dietro. Fra di essi c'è, di nuovo, Ling: lui e Regan si scontrano, questa volta definitivamente, e si uccidono a vicenda, proprio mentre il capitano giunge con i rinforzi necessari per fermare i "Boxer".
- Riedizioni successive:

1. L'uomo di Pechino, collana I Grandi del Fumetto n. 8, 1995, Hobby & Work (riproposizione del volume di Un uomo un'avventura)

## L'uomo del Texas(Aurelio Galleppini)
- Pubblicazione: settembre 1977
- Disegni: Aurelio Galleppini
- Soggetto e sceneggiatura: Guido Nolitta
- Colori: Ugo Pietrafitta
- Contesto e ambientazione: L'azione si svolge in Texas, nel 1887, durante gli ultimi, sanguinosi giorni delle guerre indiane.

Trama: Un gruppo di banditi assalta la banca della piccola cittadina di Little Creek. La rapina è un successo, ma durante la fuga questi vengono coinvolti in una breve sparatoria con le autorità locali, a seguito della quale sono costretti a dividersi. Si rincontrano poche ore dopo in un luogo sicuro per spartirsi il frutto della razzia: il denaro sottratto è tuttavia molto inferiore a quanto speravano, e pertanto uno di loro uccide i compagni per evitare di suddividere ulteriormente il già magro bottino, scaricando i cadaveri in un fiume.

In realtà uno dei due, Roy, un fuorilegge intelligente e tutto sommato di buon cuore, non è stato ucciso dai proiettili di Frank, e il suo corpo esanime trasportato dalla corrente viene recuperato da un distaccamento dell'esercito accampato nella zona. Con sua grande sorpresa, una volta risvegliatosi Roy scopre che il comandante del plotone è il suo vecchio amico Jerry. Dall'alto della sua posizione, questi è venuto a sapere che Roy è uno dei responsabili della rapina di Little Creek; e tuttavia, in nome della loro amicizia, non lo fa imprigionare e, anzi, gli concede di riposarsi, al sicuro nell'accampamento.

La convalescenza dura poco, e in breve Roy torna in forze. Giusto in tempo perché Jerry gli proponga di unirsi alla squadra, che sta dando la caccia alla tribù cheyenne di Falco Nero, uno dei più pericolosi capi della regione. Roy, che nutre sincera curiosità per la cultura indiana, accetta, desideroso di vedere in azione uno degli ultimi pellerossa ancora in libertà.

Grande è però la rabbia di Jerry quando scopre che i cheyenne, affamati e stremati dal lungo inverno appena conclusosi, hanno intenzione di recarsi in un forte vicino per consegnarsi alle autorità ed evitare così future persecuzioni: dopo tanto sangue sparso, essi non meritano – sostiene Jerry – il perdono. Decide così, contro ogni umana pietà, di intercettarli e di sterminarli, come da programma. Roy cerca di opporsi al folle piano, ma viene messo K.O. dai fedelissimi soldati di Jerry, i quali seguono il loro comandante nell'impresa. Quando Roy si risveglia, pochi minuti dopo, raggiunge a piedi il luogo dello scontro, e assiste atterrito alla carneficina ancora in atto: sperando di poter fermare il massacro, cerca nella confusione Jerry e lo uccide con un colpo al cuore. Ma i soldati, dopo essersi accorti dell'assassinio, linciano Roy, e concludono l'opera.
- Riedizioni successive:

1. L'uomo del Texas, collana Tascabili Bompiani n. 252, 1981, Bompiani (edizione tascabile in bianco e nero)
2. L'uomo del Texas, collana I Grandi del Fumetto n. 5, 1995, Hobby & Work (riproposizione del volume di Un uomo un'avventura)

## L'uomo delle piramidi(Enric Siò)
- Pubblicazione: ottobre 1977

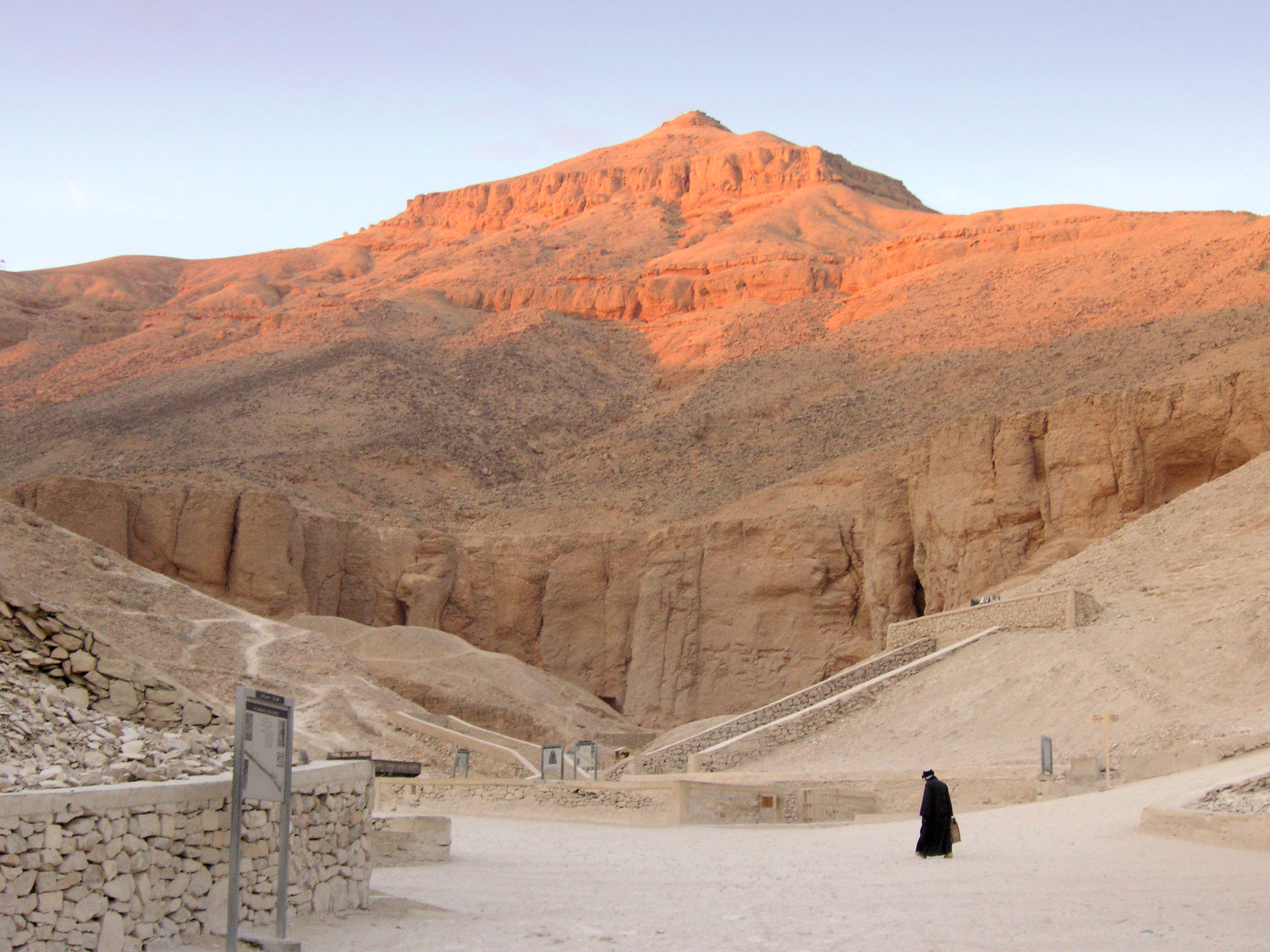
Il picco di Al-Qurn, che domina la Valle dei Re.

- Disegni, soggetto, sceneggiatura e colori: Enric Siò
- Contesto e ambientazione: Egitto, anni '20.

Trama: Bobby Crane, giovane egittologo fresco di laurea, è al Cairo per godersi una breve vacanza post-studi. Nel corso dei suoi vagabondaggi per la città si imbatte in Nancy, una bellissima fanciulla maltrattata dal suo amante geloso, un tipo losco di nome Adams: mentre sta assistendo all'ennesimo episodio di violenza fra i due, Bobby si intromette e mette Adams K.O. Scocca fatalmente la scintilla fra lui e la ragazza, la quale abbandona all'istante il vecchio fidanzato e decide di comune accordo di partire con Bobby per una spensierata e un po' folle settimana in giro fra le meraviglie dell'Egitto antico.

Durante il loro ultimo giorno insieme, nel corso di una visita alla Valle dei Re i due fanno una scoperta fortuita e sensazionale: una tomba risalente al Nuovo Regno, inviolata, con il suo inestimabile corredo ancora intatto. Bobby è sul punto di tornare al Cairo per riferire alle autorità del ritrovamento, quando Nancy lo tenta e lo convince a rubare la preziosissima maschera funeraria del faraone ivi seppellito: la rivenderanno nel mercato nero, e con il ricavato potranno spassarsela insieme in giro per il mondo.

Nancy torna in città per mettere a punto i preparativi per la partenza, e Bobby, la notte seguente, trafuga il prezioso cimelio: nell'oscurità viene sorpreso da alcuni guardiani della Valle, ma riesce a seminali in fretta, e si incontra con Nancy nel luogo stabilito. Una volta arrivato, tuttavia, ha una sorpresa: la ragazza è infatti accompagnata da Adams, con il quale si è riconciliata. I due tentano di sottrarre la maschera che Bobby porta con sé, ma questi stende l'uomo in un corpo a corpo, e dice addio a Nancy. Poi, ravvedutosi, si presenta alle autorità egiziane per denunciare la scoperta archeologica.
- Riedizioni successive: Nessuna

## L'uomo di Pskov(Guido Crepax)
- Pubblicazione: novembre 1977

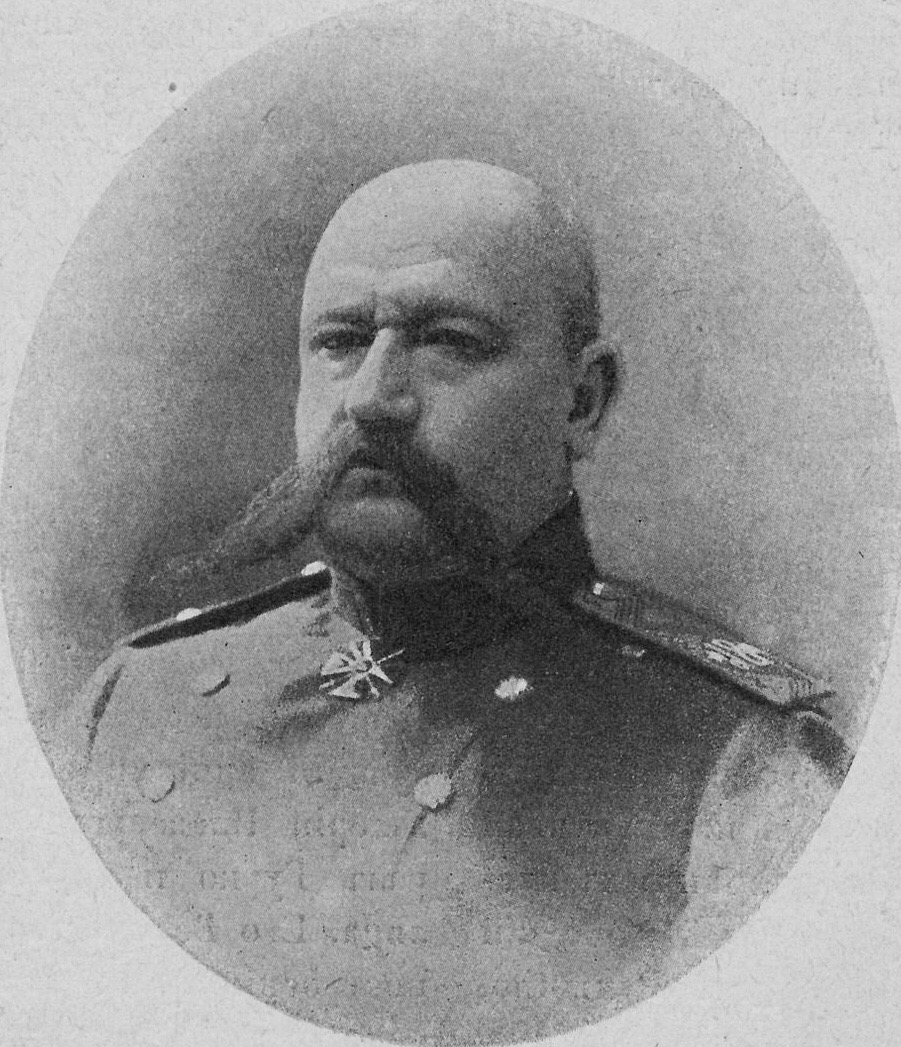
Il generale Bianco Nikolaj Nikolaevič Judenič, 1916.

- Disegni, soggetto, sceneggiatura e colori: Guido Crepax
- Contesto e ambientazione: L'album è ambientato nelle campagne che circondano Pskov. È il settembre del 1919: ancora infuria in Russia la guerra civile, che vede fronteggiarsi l'Armata Rossa rivoluzionaria, comandata da Trockij, e l'Armata Bianca controrivoluzionaria, appoggiata dalle potenze europee dell'Intesa e guidata, fra gli altri, dal generale Judenič.

Trama: L'avanguardia dell'Armata Bianca sta liberando la strada al generale Judenič, il quale vuole raggiungere ed espugnare Mosca. Nella zona di Pskov non sono molti, in realtà, i rivoluzionari che combattono; e tuttavia il capitano del distaccamento, Laškevič, per non fare "brutta figura" quando Judenič arriverà, fa fucilare sommariamente i contadini indifesi che abitano il posto, facendoli passare per dei Rossi. Il suo braccio destro, il tenente Aleksei Orlov, è sempre più perplesso di fronte alla violenza del suo superiore; ciò nonostante, obbedisce puntualmente agli ordini impartiti.

A dir la verità alcuni sbandati dell'Armata Rossa sono effettivamente attivi nella zona. Li guida l'esperto Lev, il quale mostra a Laškevič di che pasta sono fatti lui e i suoi uomini facendo saltare in aria alcune mitragliatrici dei Bianchi nascoste nei dintorni. La reazione del capitano è ovviamente spietata, ma dal momento che gli assalitori si sono nascosti, la rappresaglia guidata dall'insofferente Orlov ancora una volta colpisce i più deboli.

Gli uomini di Lev hanno trovato rifugio nel casolare di due giovani donne simpatizzanti dei Rossi. Uno di loro, Osip, è però in segreto un doppiogiochista, agente dell'Ochrana; e quando avvista i soldati di Laškevič, li contatta e mostra loro la posizione del rifugio. Lev scopre il tradimento di Osip e lo fredda, ma è troppo tardi: in un ultimo, disperato tentativo, lui e i suoi uomini caricano contro i Bianchi, che hanno cinto il casolare d'assedio; ne massacrano molti, ma vengono tutti abbattuti. Dopo la battaglia Laškevič, perquisendo il casolare, scopre le due donne che avevano prestato ai Rossi ospitalità e le fa portare all'aperto, ordinando a Orlov – del quale da tempo dubita la lealtà – di ucciderle sul posto. Per tutta risposta Orlov, impassibile, spara al suo capitano.

L'album si conclude con la sommaria esecuzione di Orlov, privato del rango e fucilato alla schiena da dieci soldati.
- Riedizioni successive:

1. L'uomo di Pskov, collana Tascabili Bompiani n. 234, 1981, Bompiani (edizione tascabile in bianco e nero)
2. L'uomo di Pskov, collana I Grandi del Fumetto n. 17, 1995, Hobby & Work (riproposizione del volume di Un uomo un'avventura)
3. Valentina in viaggio nel tempo. Alla scoperta di Trotskij, collana Erotica n. 19, 2015, Mondadori Comics (edizione in formato medio in bianco e nero; contiene anche altre storie di Crepax)
4. Crepax: L'uomo di Pskov/L'uomo di Harlem, collana I Grandi Maestri n. 28, 2018, Editoriale Cosmo (edizione in formato bonellide a colori; contiene anche L'uomo di Harlem)

## L'uomo di Chicago(Giancarlo Alessandrini)
- Pubblicazione: dicembre 1977
- Disegni: Giancarlo Alessandrini
- Soggetto e sceneggiatura: Alfredo Castelli
- Colori: Ugo Pietrafitta
- Contesto e ambientazione: Chicago, 1929. Sono gli ultimi anni del proibizionismo: all'inazione delle forze dell'ordine fa seguito la nascita di numerosi gruppi di vigilantes. L'album immagina la possibile storia di uno dei più celebri gruppi di giustizieri, effettivamente esistito, i Secret Six, la cui storia presenta tutt'oggi molti punti oscuri.

Trama: La cantante Sugar Malone, il sicario Lefty, il divo del cinema Herman, il pugile fallito Branigan e il falsario Henry sono cinque persone con l'armadio pieno di scheletri. Un misterioso individuo, che non hanno mai visto e del quale conoscono solo la voce, è al corrente di tutti i crimini di cui si sono macchiati in passato, e fa leva su questi per ricattarli e per obbligarli ad aiutarlo nella sua crociata contro la malavita organizzata di Chicago. Costui vuole liberare la città dai gangster che la inquinano, e grazie alle doti dei suoi cinque collaboratori e alle proprie capacità strategiche sta effettivamente riuscendo a mettere i criminali gli uni contro gli altri. I cinque ricattati lo aiutano controvoglia, e aspettano solo l'occasione buona per scappare.

L'ultimo obiettivo che il misterioso uomo propone loro è Mabuse, un viscido ometto che grazie alla sua intelligenza sta scalando velocemente la gerarchia degli ambienti mafiosi. Mabuse non si macchia mai le mani in prima persona, riuscendo sempre ad eliminare i suoi obiettivi grazie ad incidenti apparentemente fortuiti; una volta che scopre di essere sorvegliato dai Secret Six, applica gli stessi metodi nei confronti di Lefty ed Herman. Henry, Branigan e Sugar decidono quindi di giocare d'astuzia, e quando Mabuse si presenta nel locale dove la cantante lavora non si fanno trovare impreparati: Mabuse riesce a uccidere Branigan, non prima di essere ferito da Henry con un proiettile.

Sugar e il falsario lo inseguono per mezza Chicago, finché non lo scorgono mentre sta entrando nella villa del loro misterioso capo, evidentemente per ucciderlo. Giunti nello studio, scoprono però che era proprio Mabuse a ricattarli. In fin di vita, costui spiega loro che nel corso della sua crociata si stava accorgendo di stare acquisendo troppo potere e di stare trasformandosi in uno di quei criminali che tanto odiava: perciò aveva incaricato i suoi cinque sottoposti di dargli la caccia. E tuttavia, poiché in fin dei conti amava la vita, non aveva intenzione di arrendersi tanto facilmente.
- Riedizioni successive:

1. L'uomo di Chicago, collana I Grandi del Fumetto n. 18, 1995, Hobby & Work (riproposizione del volume di Un uomo un'avventura)

## L'uomo di Tsushima(Bonvi)
- Pubblicazione: gennaio 1978

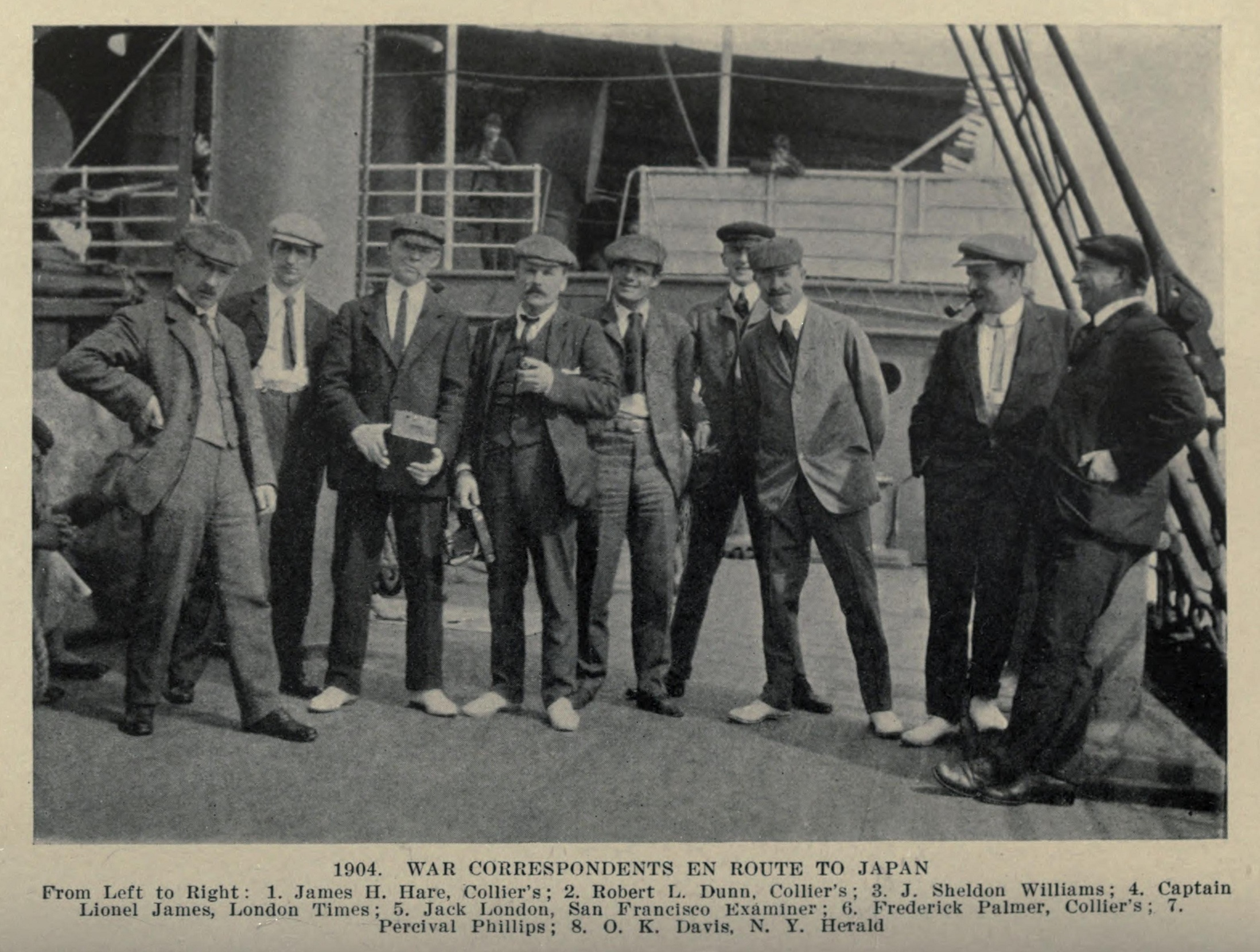
Alcuni reporter occidentali in viaggio per raggiungere il Giappone, nel 1904. Jack London è il quinto uomo in piedi da destra.

- Disegni, soggetto e sceneggiatura: Bonvi
- Colori: Ugo Pietrafitta
- Contesto e ambientazione: La storia prende le mosse dalla vera attività di reporter dello scrittore Jack London durante la guerra russo-giapponese del 1904-1905, anche se i fatti sono narrati in maniera assai libera e romanzata. L'albo contiene un anacronismo (intenzionale, come sottolineato nella stessa introduzione): la disastrosa battaglia di Tsushima avvenne prima, e non dopo, dell'ammutinamento della corazzata Potëmkin.

Trama: 1904. Mentre i giornalisti di tutto il mondo si affannano nel vano tentativo di seguire gli spostamenti della flotta russa, in viaggio per liberare Port Arthur assediato dall'esercito giapponese, il reporter Jack London, del New York World, se ne sta in panciolle a Nosy Be, in Madagascar. Ha intuito che quella è l'unica base amica (l'isola è colonia della Francia, alleata della Russia) che le navi potranno utilizzare per rifornirsi prima di raggiungere la destinazione. La previsione si avvera: nei due mesi in cui la flotta sta all'ancora, London è il primo giornalista che riesce a fornire notizie fresche alla stampa occidentale. Le sue simpatie socialiste gli attirano però la riprovazione dei superiori: e così, quando i russi ripartono, ormai non più utile, viene licenziato. Qualche tempo dopo, la battaglia contro i giapponesi, presso lo stretto diTsushima, si risolve in un disastro; ma l'opinione pubblica di tutto il mondo mette comunque in risalto il grande eroismo con cui si sono battuti i soldati russi.

Passano quattro anni, e London è con un amico a Baía de Todos os Santos, in Brasile, a festeggiare il Capodanno. L'usanza vuole che a mezzanotte le streghe locali (le bruxas) entrino in trance per comunicare in vece dei defunti con i vivi; incuriosito, London si mischia fra la folla, e all'improvviso una strega si rivolge a lui parlandogli con la voce di Bogdanov, un ufficiale della marina russa suo amico, che il giornalista aveva incontrato a Nosy Be. Bogdanov gli racconta della "vera" battaglia, depurata dalla propaganda zarista, affinché London possa diffonderne i retroscena in tutto il mondo: un eccidio fatto di ordini insensati, condizioni igieniche spaventose, massacri propugnati dagli stessi comandanti ai danni dei sottoposti che cercavano di protestare; soprattutto, un grande suicidio di massa calcolato e voluto dallo zar Nicola II per sviare l'attenzione dell'opinione pubblica dai fervori rivoluzionari interni alla Russia. Bogdanov, fra i soldati catturati vivi, venne rinchiuso in un campo di concentramento giapponese assieme a tanti commilitoni, mai riscattati dal governo russo nel timore che, tornando in patria, potessero smontare la costruzione propagandistica. Alla fine, lui e i compagni sopravvissuti furono liberati e lasciati a Vladivostok, a morire di freddo.

Mentre la bruxa torna in sé, London e l'amico si allontanano; questi dice allo scrittore di dar voce alla testimonianza di Bogdanov, ma a London la storia pare assurda al punto che nessuno ci crederà mai: "Potrebbe essere raccontata solo in un albo di fumetti".
- Riedizioni successive:

1. L'uomo di Tsushima, collana I Grandi del Fumetto n. 9, 1995, Hobby & Work (riproposizione del volume di Un uomo un'avventura)

## L'uomo del sertão(Hugo Pratt)
- Pubblicazione: marzo 1978

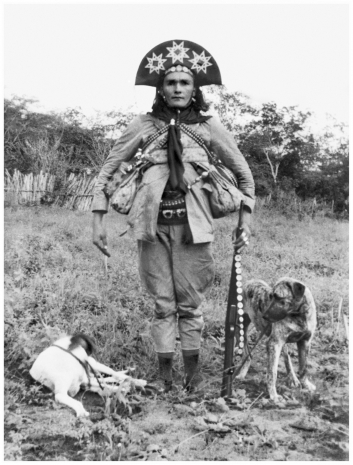
Il capitão Corisco nel 1936, con il caratteristico cappello ornato di ninnoli dei cangaceiros brasiliani.

- Disegni, soggetto e sceneggiatura: Hugo Pratt
- Colori: Anne Frognier
- Note: Ai tempi dell'apparizione in collana, L'uomo del sertao non era un inedito (come gran parte degli altri volumi), ma era già stato effettivamente pubblicato nel corso del 1977 in Francia nella rivista Pilote, dell'editore Dargaud, con il titolo La macumba du gringo[13]. 
Il capitão Corisco, cangaceiro della banda di Lampião realmente esistito, era già apparso di sfuggita in un'altra storia di Pratt del 1970, Samba con Tiro Fisso (con protagonista il marinaio Corto Maltese).
- Contesto e ambientazione: 1938, sertão brasiliano. La storia si colloca negli ultimi giorni del cangaço, il movimento di brigantaggio che fra fine Ottocento e inizio Novecento oppose i ribelli cangaceiros ai ricchi latifondisti (fazendeiros) della zona.

Trama: La strega Mãe Sabina, esperta di macumba, legge alla giovane Satãnhia il futuro del suo fidanzato, "Cabra" Gringo, un cangaceiro della banda del capitão Corisco: un futuro di morte. Poco lontano di lì, in effetti, gli uomini di Corisco vengono sorpresi dai soldati regolari – i macacos, come vengono soprannominati sprezzantemente –, che li uccidono tutti durante una violenta sparatoria. Subito però Gringo, che pure è stato fra i primi a cadere, si rialza: è il suo spettro, che scappa via dal luogo del massacro, inconsapevole di essere morto.

Gringo raggiunge la casa della strega, ma la felicità di Satãnhia è interrotta dal constatare che l'uomo non parla. Non v'è tempo comunque per riflettere, perché anche i soldati arrivano alla capanna. Il loro capo mostra alla tenace Satãnhia, che non vuol credergli, la testa mozzata di Gringo, e la ragazza inizia a delirare e a non comprendere più la situazione. L'apparizione del redivivo Gringo davanti ai macacos, inorriditi, permette a Sabina di approfittarne e di uccidere i soldati. La strega dice a Gringo che non troverà pace fino a quando non avrà vendicato i suoi compagni: è stato il cangaceiro Sabino, il fratello di Satãnhia – la quale, però, non ha colpa –, a tradirli. La ragazza, furiosa per la rivelazione, uccide Sabina e insegue l'amato, già lontano.

Dopo una lunga corsa Gringo ritrova Corisco, anch'egli presente solo più sotto forma di spirito. Gringo continua a non capire di essere morto a sua volta, ma comprende che il suo silenzioso capitão lo è, e decide di aiutarlo. Nel frattempo, Satãnhia viene raggiunta da alcuni macacos che vorrebbero violentarla (i soldati hanno il permesso di spartirsi i "beni" – di qualunque natura – dei cangaceiros morti): l'arrivo fortuito di suo fratello Sabino però la salva. Sabino le racconta la storia di Giuda Iscariota, che aveva sentito durante una predica, e si paragona a lui: tradendo i compagni, ha fatto sì che Corisco cadesse da martire, come un nuovo Gesù. Satãnhia non capisce e, credendolo impazzito, gli spara, proprio nel momento in cui arrivano Corisco e Gringo. Resosi conto che la possibilità vendetta è sfumata, Gringo si altera e la getta giù da un dirupo.

Soddisfatto, Gringo si rivolge al capitão e lo saluta, dicendogli di raggiungere l'aldilà: al che, Corisco ritrova la parola e gli rivela che anche lui è morto. Con una pacca sulla spalla, lo invita a seguirlo, per ritrovare Satãnhia, Mãe Sabina, Lampião, e tutti gli altri cangaceiros morti. «Ubbidisco ma protesto», gli risponde Gringo. Poi si trasformano in farfalle, e volano via.
- Riedizioni successive:

1. L'uomo del sertão, collana Tascabili Bompiani n. 229, 1981, Bompiani (edizione tascabile in bianco e nero)
2. Caraibi e sertão, 1984, Edizioni L'Isola Trovata (edizione in grande formato a colori; contiene anche L'uomo dei Caraibi)
3. L'uomo del sertão, rivista Corto Maltese, dal n. 3/anno VI (marzo 1988) al n. 4/anno VI (aprile 1988), Rizzoli/Milano Libri (ristampa su rivista, a colori)
4. L'uomo del sertão, 2005, Edizioni Lizard (edizione in grande formato a colori)
5. Un uomo un'avventura, collana Corto Maltese e il meglio di Hugo Pratt n. 18, 2010, RCS MediaGroup/Rizzoli Lizard (edizione tascabile a colori; contiene anche L'uomo dei Caraibi e L'uomo della Somalia)
6. Un uomo un'avventura, collana Tutto Pratt n. 28, 2014, RCS MediaGroup/Rizzoli Lizard (edizione in grande formato a colori; contiene anche L'uomo dei Caraibi, L'uomo della Somalia e L'uomo del Grande Nord)
7. Un uomo un'avventura. Caraibi, sertão, Somalia, collana L'arte di Hugo Pratt n. 18, 2017, GEDI Gruppo Editoriale (edizione in grande formato a colori; contiene anche L'uomo dei Caraibi e L'uomo della Somalia)
8. Trilogia delle religioni, 2021, Rizzoli Lizard (edizione in grande formato a colori; contiene anche L'uomo della Somalia e L'uomo del Grande Nord)

## L'uomo del sud(Alarico Gattia)
- Pubblicazione: aprile 1978
- Disegni, soggetto, sceneggiatura e colori: Alarico Gattia
- Contesto e ambientazione: La storia è ambientata in Basilicata un anno dopo l'impresa dei Mille. Fra i protagonisti, realmente esistiti sono il generale spagnolo don José Borjes, invitato dal deposto re Francesco II nell'area per fomentare il brigantaggio locale al fine di sollevare una ribellione popolare pro-borbonica; e il capo brigante Carmine "Crocco" Donatelli, che provò a collaborare con Borjes.

Trama: Nicola Solinas, figlio di un ricco armatore napoletano che l'aveva spedito in Inghilterra per non indurlo ad arruolarsi fra i garibaldini di cui è ammiratore, appena arrivato in villeggiatura in Basilicata viene subito rapito dagli uomini di Crocco Donatelli. Per sbaglio, visto che suo padre, noto nostalgico borbonico, è stimatissimo dal brigante, che tratta Solinas con tutti i riguardi. Crocco deve incontrarsi con l'inviato di Francesco II Borjes, e Nicola decide di accompagnarlo, incuriosito, tenendo nascoste le sue vere simpatie politiche. I briganti sono delusi dall'esiguità degli uomini di Borjes, che però hanno dalla loro grande esperienza; l'incontro però finisce ancor prima di iniziare, visto che alcuni bersaglieri irrompono e fanno fuoco; Solinas scappa, e torna a casa.
Nei giorni seguenti si diffondono le notizie di attacchi di Crocco e Borjes a paesi vicini. Quando Solinas scopre che i briganti si apprestano a fomentare una rivolta a Stigliano, subito si precipita lì, visto che vi risiede la ricca famiglia Cantore, della cui rampolla Chiara Nicola è infatuato; il giovane arriva appena in tempo, e uccide a sangue freddo due briganti che volevano assaltare palazzo Cantore. Crocco lo vede e capisce che la sua fiducia era stata mal riposta: vorrebbe ucciderlo, ma Borjes glielo impedisce, disgustato dai metodi del bandito. Il giorno seguente arriva l'esercito che inizia una repressione feroce, anche se ai danni della popolazione, visto che gli uomini di Crocco e Borjes si sono già dileguati. Nicola lascia Chiara e, muovendosi per la campagna insanguinata, torna alla sua villa di Avigliano.

Qualche tempo dopo un delegato del prefetto di Napoli si presenta a villa Solinas. L'esercito è sulle tracce di Borjes, che si è separato da Crocco, col quale ha litigato, e Nicola è il solo civile che l'abbia visto e possa raccontarlo: gli chiede quindi di aiutarli a catturarlo. Solinas acconsente e, accompagnato da un bersagliere, incappa nei soldati di Borjes sulle alture. Avvicinandosi a con un pretesto, gli fornisce le informazioni che potranno permettere loro di sfuggire ai soldati; ma una volta tornati al villaggio, il bersagliere – che pure capisce Solinas, il quale ha agito così solo per sdebitarsi con Borjes – dà l'allarme; l'esercito raggiunge con facilità i fuggitivi e li fucila sommariamente.
- Riedizioni successive:

1. L'uomo del sud, collana I Grandi del Fumetto n. 19, 1995, Hobby & Work (riproposizione del volume di Un uomo un'avventura)

## L'uomo di Iwo Jima(Gino D'Antonio)
- Pubblicazione: giugno 1978

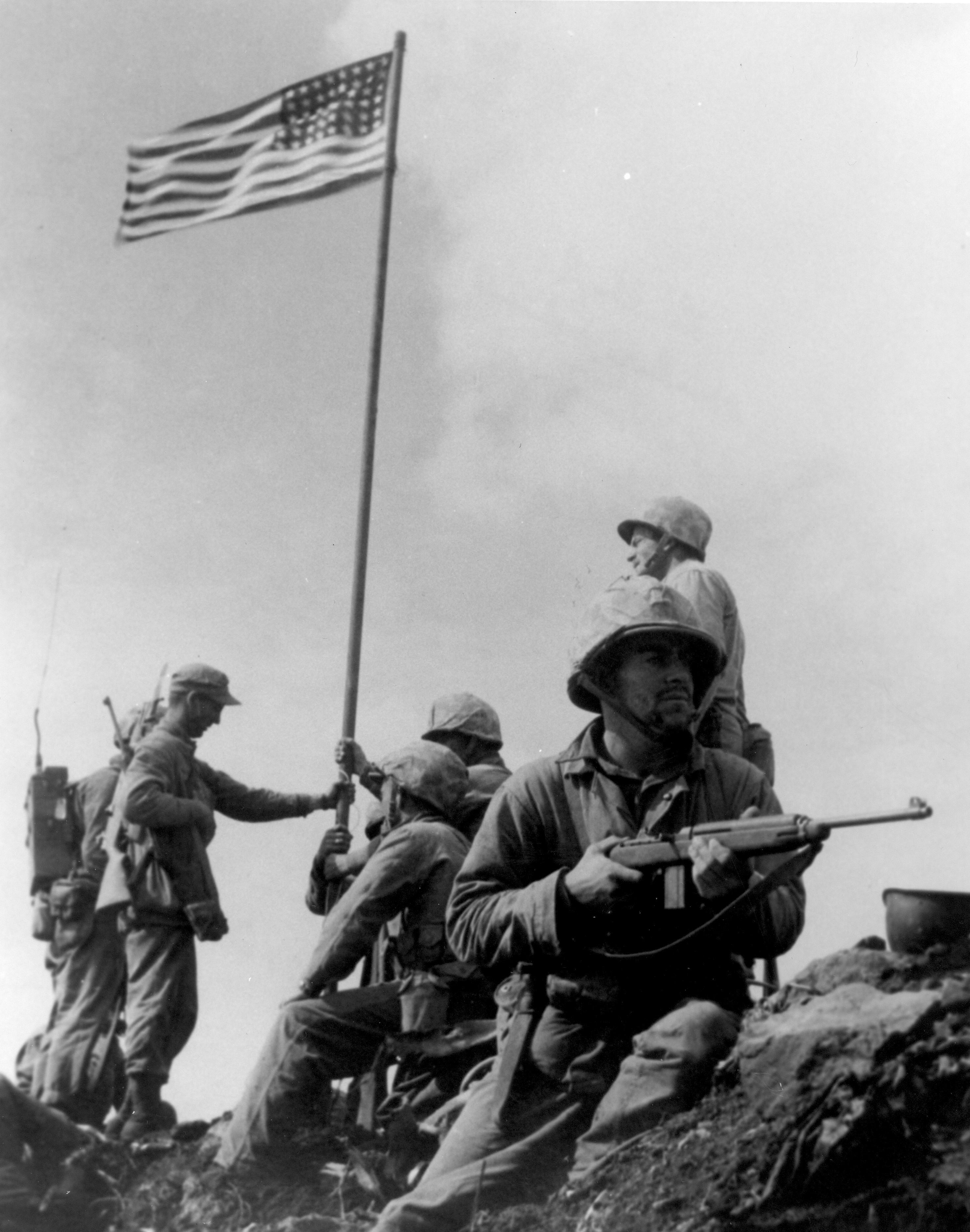
La prima bandiera americana innalzata sul monte Suribachi di Iwo Jima, il 23 febbraio 1945.

- Disegni, soggetto e sceneggiatura: Gino D'Antonio
- Colori: Ugo Pietrafitta
- Contesto e ambientazione: La storia si svolge il 23 febbraio 1945, e racconta in maniera romanzata della conquista del monte Suribachi durante la prima fase della battaglia di Iwo Jima, uno degli ultimi scontri della seconda guerra mondiale, che vide opposti americani e giapponesi.

Trama: Il soldato "Joe" (ma il suo vero nome è ignoto: il soprannome deriva dalla scritta sul casco, preso a un compagno morto), dei Marines, fa parte del drappello guidato dal sergente Stagg, un fanatico guerrafondaio, durante la battaglia di Iwo Jima. L'obiettivo iniziale è conquistare il Suribachi, un alto monte pieno di trappole e di rifugi di giapponesi. La missione è ardua, ma l'orgoglioso Stagg è disposto a tutto pur di essere il primo ad arrivare sulla cima.

La scalata è fatta di continui momenti di violenza. "Joe" è un ragazzo tutto sommato sensibile, ma Stagg lo costringe ad abbandonare sempre più i suoi scrupoli, come quando lo inonda con un fiotto di sangue, sgozzandogli un giapponese in faccia. I loro compagni muoiono via via, in parte per la ferocia dei nemici, in parte per la sconsideratezza del sergente, che non esita a sacrificarli.

Infine, solo loro due arrivano sulla vetta. Sicuro che "Joe" non ne avrà mai il coraggio, Stagg lo sfida ad ucciderlo, per scaricare la tensione e la rabbia che il soldato ha accumulato nei suoi confronti lungo l'ascesa. Stanco del sergente, "Joe" inaspettatamente gli spara; poi, subito pentito, torna sulla spiaggia, mentre gli altri soldati arrivati nel frattempo issano dietro di lui la bandiera americana.
- Riedizioni successive:

1. L'uomo di Iwo Jima, collana I Grandi del Fumetto n. 2, 1995, Hobby & Work (riproposizione del volume di Un uomo un'avventura)
2. Almanacco Avventura 2015, 2015, Sergio Bonelli Editore (edizione in formato bonellide a colori; contiene anche L'uomo dello Zululand, e altre storie di D'Antonio)

## L'uomo delle paludi(Sergio Toppi)
- Pubblicazione: settembre 1978

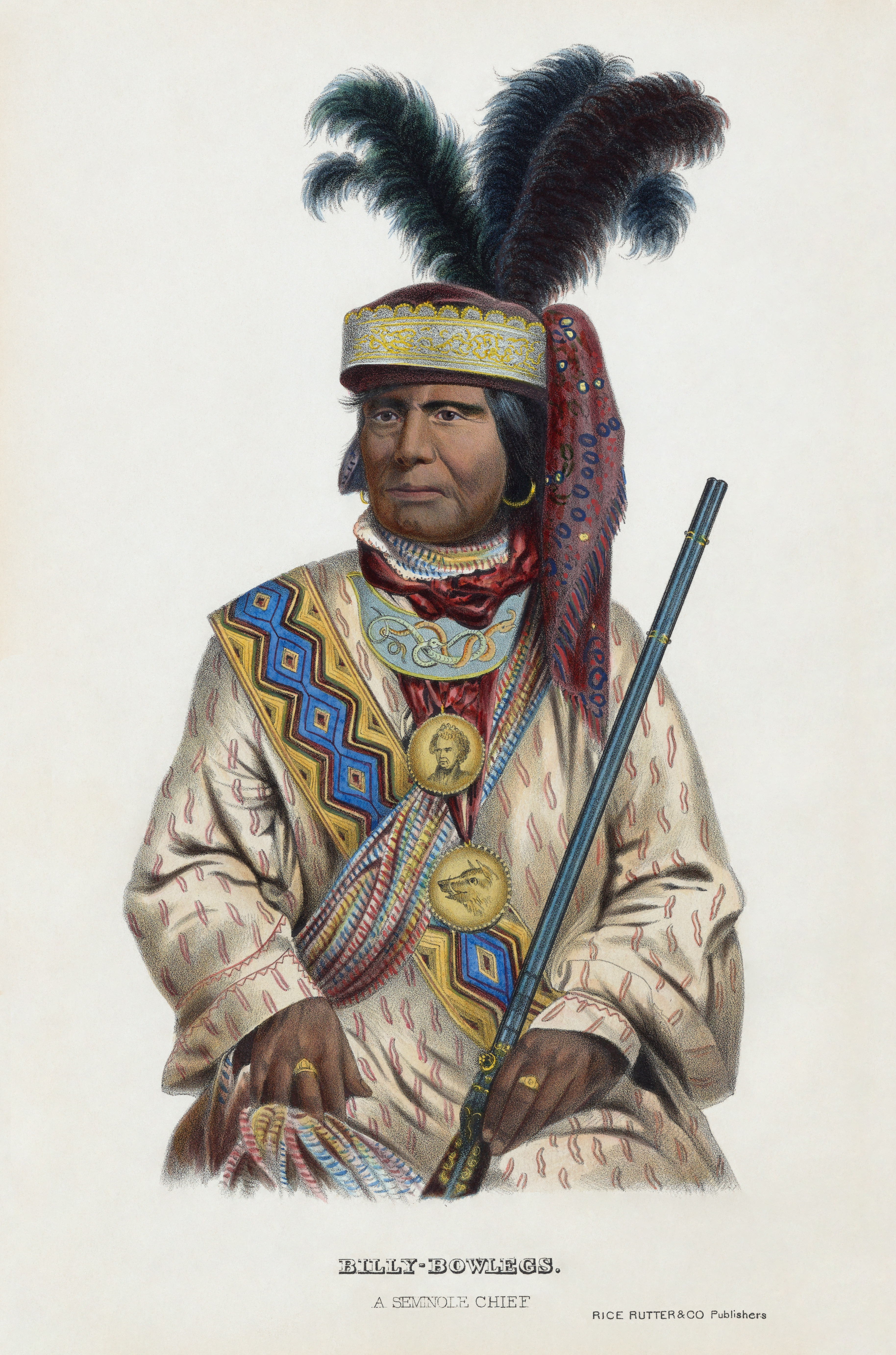
Un'illustrazione del 1872 che raffigura il capo seminole Halpatter Micco ("Billy Bowlegs" era il soprannome americano).

- Disegni, soggetto, sceneggiatura e colori: Sergio Toppi
- Contesto e ambientazione: La storia si svolge negli anni '40 dell'Ottocento, nelle Everglades della Florida. All'epoca, l'esercito americano era impegnato in una lunga e logorante guerriglia, nel tentativo di sradicare le comunità di indiani seminole che vivevano in quelle paludi. Il capo Halpatter Micco è realmente esistito.

Trama: Il sergente Erastus Whiteman, di stanza a Fort Myers, è molto stimato dai suoi superiori, che gli affidano le missioni più rischiose. Tuttavia, egli nasconde un segreto, che viene a galla quando al forte arriva un ufficiale che lo conosceva prima che si arruolasse. Il suo vero nome è Canaan Smith: uno schiavo fuggito, con la pelle sufficientemente bianca da non farlo subito sembrare un afro-americano. Sconcertato, il colonnello Fawcett lo priva dei ranghi e lo spedisce alla corte marziale. Lungo la strada, però, i due uomini di scorta vengono uccisi, e Whiteman è catturato da una tribù di seminole. Vorrebbero fargli la pelle, ma il loro capo li ferma appena in tempo: è Halpatter Micco, che Whiteman aveva conosciuto anni prima, salvandogli la vita. In segno di riconoscenza, Micco lo porta con sé al villaggio.

Whiteman trascorre qualche tempo presso i seminole, imparando ad apprezzarne lo stile di vita, e insegnando egualmente a loro quel che conosce, principalmente sull'utilizzo delle armi. Le lezioni di Whiteman tornano utili agli indiani nel momento in cui l'esercito inizia a battere le Everglades, nel tentativo di scoprire l'ubicazione del loro villaggio. Tagliati fuori dal mondo, i seminole morirebbero presto per fame; ma Whiteman fa una sortita con Micco, e riesce fortuitamente a mettere le mani su una cassa di nuovissimi fucili a ripetizione. Con questa formidabile arma fra le mani, i seminole ribaltano le sorti dello scontro, e ricacciano i soldati.

Non del tutto americano, non del tutto nero, non del tutto seminole, Whiteman si sente costantemente fuori posto. Dopo aver salutato Micco, abbandona la divisa dell'esercito che ancora continuava a portare, e scompare nelle paludi, finalmente libero.
- Riedizioni successive:

1. L'uomo delle paludi, collana I Grandi del Fumetto n. 24, 1995, Hobby & Work (riproposizione del volume di Un uomo un'avventura)
2. L'uomo delle paludi, 2008, Editori del Grifo (edizione in grande formato in bianco e nero; dello stesso volume esiste anche una versione a tiratura limitata, con stampa a colori numerata e firmata da Toppi in allegato)
3. Amerinde, collana Sulle rotte dell'immaginario n. 1, 2010, Edizioni Paoline (edizione in grande formato in bianco e nero; contiene anche altre storie di Toppi)
4. Almanacco Avventura 2014, 2014, Sergio Bonelli Editore (edizione in formato bonellide a colori; contiene anche L'uomo del Nilo e L'uomo del Messico)
5. Toppi: Percorsi, collana I Grandi Maestri n. 31, 2019, Editoriale Cosmo (edizione in formato bonellide in bianco e nero; contiene anche altre storie di Toppi)

## L'uomo del Tanganyka(Attilio Micheluzzi)
- Pubblicazione: ottobre 1978

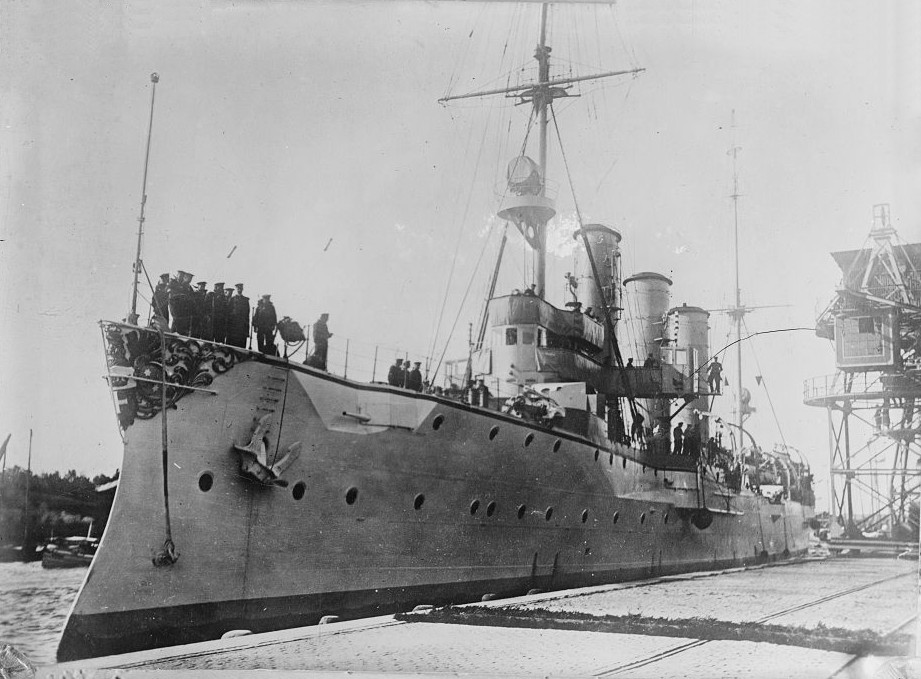
SMS Königsberg, 1914.

- Disegni, soggetto, sceneggiatura e colori: Attilio Micheluzzi
- Contesto e ambientazione: 1914, Zanzibar, Prima guerra mondiale.

Trama: L'incrociatore tedesco SMS Königsberg sta facendo dannare il comando britannico di Zanzibar, soprattutto dopo lo spettacolare affondamento dell'incrociatore HMS Pegasus; la nave sarebbe nascosta nell'intricato delta del fiume Rufiji, ma in tutto il Tanganyka non c'è un solo aereo che possa setacciare la zona. Almeno fino a quando non arriva in città un ingegnere americano, Ian Fermanagh, proprietario di un idrovolante: benché il suo paese non sia in guerra (gli Stati Uniti entreranno nel conflitto nel 1917), Fermanagh acconsente a mettersi a disposizione degli inglesi, per un certo spirito avventuriero che lo contraddistingue. Le operazioni di montaggio dell'idrovolante, che era stato disassemblato per il trasporto via nave, procedono in segreto, per timore di eventuali spie. Timore fondato: il missionario locale, padre Philips, è un tedesco sotto copertura, e cerca di sabotare, invano, l'aereo; scoperto, scappa e si ricongiunge al suo esercito.

Qualche giorno dopo, Fermanagh lascia Zanzibar in nave con una squadra inglese per raggiungere una base più vicina al delta del Rufiji, sull'isola di Mafia, e inizia la perlustrazione aerea – resa difficile dalla stagione dei monsoni. L'americano scopre subito la posizione del Königsberg, ma viene a sua volta avvistato dalla nave e, dopo un piccolo incidente che lo costringe ad atterrare anzitempo, è catturato da Theo Höppner, alias padre Philips, prima di potersi rimettere in contatto con gli inglesi. Trasportato sul Königsberg, Fermanagh scopre che anche loro possiedono un idrovolante. Gli ufficiali tedeschi sono dei gentiluomini e si limitano a trattenere l'ingegnere, riservandogli un'accoglienza molto rispettosa. Fermanagh è roso dai rimorsi (svelare la posizione della nave significherebbe condannarli a morte – un'azione tanto più insensata, visto che l'America non è in guerra con loro), ma quella notte decide finalmente di scappare con l'idrovolante nemico, seguito di nascosto da Höppner: quando l'aereo decolla, il tedesco lo aggredisce e il velivolo precipita poco oltre. Feriti entrambi, Fermanagh non se la sente di abbandonare Höppner, per il quale prova ormai simpatia, ai pericoli della giungla e – minacciandolo senza troppa convinzione con una pistola – lo costringe a seguirlo, nel tentativo di raggiungere la costa.

Fra i due nasce un'amicizia, che si interrompe bruscamente quando alcuni guerrieri africani li catturano e li ritengono responsabili per il "diavolo con le ali", l'idrovolante di cui hanno scoperto la carcassa: Höppner intima a Fermanagh di scappare, mentre lui li distrae e viene massacrato. La marcia verso la costa prosegue, e lungo la strada Fermanagh riesce a uccidere anche alcuni askari che stavano minando i canali del delta. Recuperata una piroga, l'ingegnere è scoperto a pochi chilometri dall'oceano ed è colpito da una raffica. Si risveglia poco dopo essere stato trovato da un cacciatore inglese, che contatta i soldati di Mafia: la sua ferita non è fatale e viene subito ospedalizzato. Fermanagh dice agli inglesi di non essere riuscito a localizzare il Königsberg.

Pochi mesi dopo, il cerchio si stringe attorno all'incrociatore – che sarà affondato solo nel luglio del 1915. Il 1º marzo, un aereo inglese sorvola il delta del Rufiji e lancia un messaggio, che viene recuperato dalla nave. È di Fermanagh, che lo ha scritto qualche tempo prima e affidato a un pilota britannico: in esso, scrive che Höppner, senza mai venir meno ai suoi doveri di soldato tedesco, gli ha nondimeno salvato la vita, e chiede perdono agli ufficiali del Königsberg per aver tradito la loro fiducia, ringraziandoli per la breve ma rispettosa permanenza a bordo. "Questa sarà l'ultima guerra fra gentiluomini", commenta il capitano.
- Riedizioni successive:

1. L'uomo del Tanganyka, collana I Grandi del Fumetto n. 20, 1995, Hobby & Work (riproposizione del volume di Un uomo un'avventura)
2. Dal Tanganyka al Khyber, 2008, Comma 22 (edizione in grande formato in bianco e nero; contiene anche L'uomo del Khyber)
3. I Maestri del Fumetto: Attilio Micheluzzi, collana Avventura Magazine n. 1, 2015, Sergio Bonelli Editore (edizione in formato bonellide a colori; contiene anche L'uomo del Khyber, e altre storie di Micheluzzi)
4. L'uomo del Tanganyka, 2022, Edizioni NPE (edizione in grande formato a colori; si tratta, tra l'altro, della prima edizione completa a presentare le tavole con i colori originali a matita di Micheluzzi, e non con le tinte unite delle precedenti edizioni)

## L'uomo delle nevi(Milo Manara)
- Pubblicazione: novembre 1978
- Disegni e colori: Milo Manara

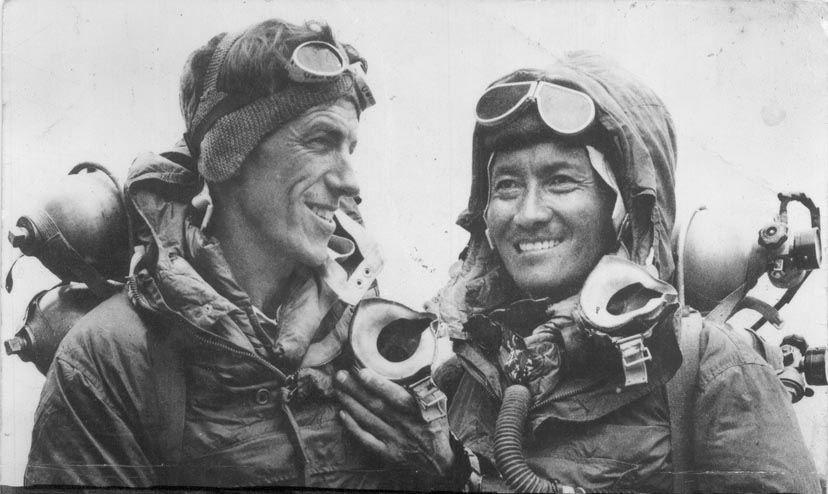
Il neozelandese Edmund Hillary e lo sherpa nepalese Tenzing Norgay, i primi scalatori ad aver conquistato l'Everest, nel 1953.

- Soggetto e sceneggiatura: Alfredo Castelli
- Contesto e ambientazione: Settembre 1921, monte Everest, Himalaya (Tibet). La spedizione del colonnello inglese Charles Howard-Bury è costretta a fermarsi per qualche tempo perché nella notte fra il 21 e il 22 settembre le guide sherpa credono di aver avvistato quello che nella loro lingua si chiama "metch-kangmi". Uno degli uomini di Howard-Bury traduce erroneamente l'espressione con "abominevole uomo delle nevi": è l'inizio della leggenda dello yeti.

Trama: La notizia del primo presunto avvistamento dello yeti giunge a Londra, dove viene divulgata mondialmente dal Daily Telegraph in un articolo del giornalista Kenneth Tobey. Questi è scettico, ma quando in ufficio si presenta il vecchio esploratore Waddel si insinua in lui il dubbio: costui infatti gli confessa che anche durante una sua spedizione, negli ultimi anni dell'Ottocento, sentì dai tibetani la parola metch-kangmi dopo che riferì loro di aver visto nella tormenta una gigantesca figura. Tobey inizia a informarsi in biblioteca, e scopre che i resoconti di numerosi viaggiatori presentano somiglianze del genere.
Qualche mese dopo, viene organizzata una seconda spedizione, guidata da Charles Bruce. Tobey vi si aggrega, ufficialmente per documentarla, segretamente per scoprire qualcosa di più sull'uomo delle nevi. Un evento sfortunato però vanifica il progetto: una grossa valanga cade sugli scalatori, sommergendo fra gli altri proprio Tobey. Dopo aver avvistato un metch-kangmi, Bruce e i superstiti decidono di rinunciare, convinti che l'ascesa sia in qualche modo maledetta.
In realtà Tobey non è morto e, malconcio, si rifugia in una grotta. Quando una misteriosa creatura fa per avvicinarsi, prontamente le spara, e poi cade in coma, distrutto dalla fatica. Al risveglio, scopre di essere stato portato in un monastero isolato da alcuni monaci. La convalescenza è breve e, incuriosito, inizia a seguire i rituali della comunità. La vista del funerale che i monaci preparano per un loro compagno, che sembra riportare alla testa una ferita simile a quella che Tobey avrebbe inflitto alla creatura, lo sconvolge, e l'uomo inizia a delirare e ad avere delle visioni.
Dopo qualche giorno, rimessosi, decide di lasciare la struttura. Ogni volta che fa per allontanarsi, però, una sorta di misteriosa forza lo convince a procrastinare di giorno in giorno. Quando finalmente riesce a vincere la tentazione, avvista lungo la discesa un gruppo di predoni, sicuramente diretti a saccheggiare il monastero. In preda ai sensi di colpa, torna indietro per avvertire i suoi salvatori, venendo tuttavia sorpreso da cinque giganteschi metch-kangmi che mettono in fuga i banditi. Con suo stupore, le figure immediatamente si dissolvono, rivelando cinque monaci. Tornati al monastero, uno di loro svela a Tobey il segreto: la loro comunità, parte di una rete sparsa in tutto il mondo, è più antica della storia, e da sempre lavora per tramandare conoscenza al resto dell'umanità; per proteggersi dai pericoli esterni, essi hanno sviluppato delle sorte di poteri mentali (come le proiezioni degli yeti). Affascinato dal racconto, Tobey decide di restare, e di consacrare la sua vita al monastero.

Anni dopo, nel 1953, Tobey ha ormai superato la mezza età. Dopo una vita di studi e di meditazione, è pronto anche lui a dar sfoggio dei poteri, e si palesa come metch-kangmi alla spedizione di Edmund Hillary. 
- Riedizioni successive:

1. L'uomo delle nevi, collana La nuova mongolfiera n. 29, 1990, Edizioni del Grifo (edizione in grande formato in bianco e nero)
2. L'abominevole uomo delle nevi, collana Manara Opere complete (Totem Comics) n. 6, 1993, Edizioni Nuova Frontiera (edizione in grande formato in bianco e nero)
3. L'uomo delle nevi, collana I Classici del Grifo n. 12, 1993, Edizioni del Grifo (edizione in grande formato a colori)
4. Storie brevi, 1994, Mondadori (edizione in formato medio in bianco e nero; contiene anche altre storie di Manara; del volume esiste anche una tiratura speciale, uscita sempre nel 1994, co-prodotta da Club degli Editori/Mondadori: stessi contenuti, ma rilegatura cartonata e formato gigante)
5. L'uomo delle nevi, collana I Grandi del Fumetto n. 16, 1995, Hobby & Work (riproposizione del volume di Un uomo un'avventura)
6. Manara: Molly, Coniglia Bianca e L'uomo delle nevi, collana I Classici del fumetto di Repubblica – Serie Oro n. 8, 2004, (edizione in formato medio a colori; contiene anche altre storie di Manara)
7. L'uomo di carta – L'uomo delle nevi, collana Manara – Le opere n. 9, 2006, Il Sole 24 Ore (edizione in grande formato a colori; contiene anche un'altra storia di Manara)
8. Lo scimmiotto – L'abominevole uomo delle nevi, 2010, Mondadori (edizione in formato medio in bianco e nero; contiene anche un'altra storia di Manara)
9. L'avventura a fumetti, collana Manara Maestro dell'Eros n. 16, 2014, RCS MediaGroup (edizione in grande formato a colori; contiene anche altre storie di Manara)
10. L'uomo delle nevi, collana Manara Artist Collection n. 24, 2018, RCS MediaGroup (edizione in formato gigante a colori)

## L'uomo della Somalia(Hugo Pratt)
- Pubblicazione: febbraio 1979
- Disegni, soggetto e sceneggiatura: Hugo Pratt
- Colori: Anne Frognier
- Note: Ai tempi dell'apparizione in collana, L'uomo della Somalia non era un inedito (come gran parte degli altri volumi), ma era già stato effettivamente pubblicato nel corso del 1978 in Francia nella rivista Pilote, dell'editore Dargaud, con il titolo À l'ouest de l'Éden[15]; e anche in Italia, a puntate sul quotidiano Paese Sera, fra dicembre 1978 e febbraio 1979[16].
Il personaggio di Samael era già stato usato da Pratt in una storia di Corto Maltese, ... e di altri Romei e di altre Giuliette.
- Contesto e ambientazione: La storia si svolge alla fine del 1922 nella Somalia britannica.

Trama: Il tenente inglese Abel Robinson, alla guida di un piccolo gruppo di soldati somali, scopre che gli occupanti di un fortino al confine con l'Abissinia, che da giorni non rispondevano alla radio, sono stati massacrati. Una lettera sul posto e l'apparizione, in lontananza, di un tiratore solitario, fanno pensare che potrebbe essere opera di Mad Mullah, alias "il Vendicatore", un ribelle somalo che già tempo prima aveva dato noie agli inglesi e che, apparentemente, era morto. Dopo aver cercato invano di catturare o di uccidere il misterioso tiratore, Robinson decide di proseguire verso il fortino di Al-Jannah-Al-Adn, dove comanda il capitano Adams.

Giunti sul posto, i soldati si accorgono che anche i militari di stanza lì sono stati uccisi, e da parecchio tempo, visto che Adams è ormai ridotto a uno scheletro. Robinson crede che Adams gli parli, ma il suo secondo, preoccupato, gli dice che si è immaginato tutto e attira piuttosto la sua attenzione verso un curioso libro che Adams teneva vicino a sé, una raccolta di leggende etiopi sulla cacciata dal Paradiso terrestre. Poco dopo, si presenta al fortino un bizzarro personaggio, una specie di stregone che sostiene di essere Samael, "il Veleno di Dio": questi dice a Robinson che sua madre, suo fratello e la prima donna, Lilith, lo stanno aspettando. Una tempesta di sabbia si leva all'improvviso e Samael si eclissa: i soldati iniziano a sparare all'impazzata e alla cieca, e quando tutto finisce Robinson si scopre da solo, in mezzo al deserto. Qui è raggiunto dal misterioso tiratore, che si presenta come suo fratello Kayin, "il Vendicatore", figlio di una donna somala, Ewa, e di Adams, che avrebbe ucciso perché lo aveva rifiutato. In preda ai deliri, Robinson rivede lo scheletro di Adams, che gli dice Al-Jannah-Al-Adn significa "il giardino dell'Eden", e inizia a seguire Kayin.

L'uomo lo porta a una tenda fra le sabbie, circondata da pozzi di petrolio in fiamme che Kayin sostiene siano le spade dei guardiani dell'Eden, e qui Robinson vede Lilith ed Ewa, una donna bellissima che da tempo, dice, attendeva il suo ritorno, perduto com'era fra "i figli di Seth". Kayin lo prende da parte e lo invita a sacrificare – Abel un agnello, lui i frutti del deserto –, ma Robinson si rifiuta e, quando Kayin sparisce d'un tratto, comincia a sparare in tutte le direzioni. Avvistato da una pattuglia inglese in lontananza, che lo crede ostile, viene colpito a morte.

Gli uomini, comandati dal capitano Cain Tree, riconoscono Robinson, e non si spiegano il suo comportamento. Raggiunto il fortino di Al-Jannah-Al-Adn, vi scoprono i soldati di Abel, tutti morti: l'unico a essersi salvato, il suo secondo, rivela che Robinson era impazzito e aveva iniziato a sparare loro contro quando la tempesta di sabbia si era levata, credendo che volessero impedirgli di ricongiungersi con sua madre e suo fratello. La storia finisce com'era iniziata, con l'avvistamento di un misterioso tiratore all'orizzonte: una didascalia annuncia che neanche la pattuglia di Tree ha più fatto ritorno.
- Riedizioni successive:

1. Caino e Gesuita Joe, 1984, Edizioni L'Isola Trovata (edizione in grande formato a colori; contiene anche L'uomo del Grande Nord)
2. L'uomo della Somalia, rivista Corto Maltese, dal n. 1/anno X (gennaio 1992) al n. 2/anno X (febbraio 1992), Rizzoli/Milano Libri (ristampa su rivista, a colori)
3. L'uomo della Somalia, 2006, Edizioni Lizard (edizione in grande formato a colori)
4. Un uomo un'avventura, collana Corto Maltese e il meglio di Hugo Pratt n. 18, 2010, RCS MediaGroup/Rizzoli Lizard (edizione tascabile a colori; contiene anche L'uomo dei Caraibi e L'uomo del sertão)
5. Un uomo un'avventura, collana Tutto Pratt n. 28, 2014, RCS MediaGroup/Rizzoli Lizard (edizione in grande formato a colori; contiene anche L'uomo dei Caraibi, L'uomo del sertão e L'uomo del Grande Nord)
6. Un uomo un'avventura. Caraibi, sertão, Somalia, collana L'arte di Hugo Pratt n. 18, 2017, GEDI Gruppo Editoriale (edizione in grande formato a colori; contiene anche L'uomo dei Caraibi e L'uomo del sertão)
7. Trilogia delle religioni, 2021, Rizzoli Lizard (edizione in grande formato a colori; contiene anche L'uomo del sertão e L'uomo del Grande Nord)

## L'uomo di Harlem(Guido Crepax)
- Pubblicazione: aprile 1979
- Disegni, soggetto, sceneggiatura e colori: Guido Crepax
- Contesto e ambientazione: Quartiere di Harlem (New York), Stati Uniti, 1946.

Trama: Una sera, il contrabbassista afro-americano Little Johnny Lincoln incrocia per caso in strada una giovane, bellissima caucasica, Polly, in fuga da un malintenzionato che il musicista mette K.O. La donna è una prostituta, ed ha assistito a un omicidio perpetrato dal suo protettore, l'uomo che Johnny ha steso. Lincoln la porta con sé nella sua abitazione, ad Harlem, per tenerla al sicuro; contro il parere di sua madre, con cui vive, e della stessa Polly, entrambe consce del fatto che una bianca in un quartiere di neri creerà inevitabilmente delle tensioni. Johnny però si è segretamente innamorato della donna, e non vuol sentire ragioni.

Infine, Polly si fa convincere, visto che anche lei inizia a nutrire dei sentimenti; ma quando scopre che Lincoln ha una fidanzata, decide di scappare e di denunciare il suo protettore alla polizia. Se non fosse che in strada viene intercettata dall'uomo, che la uccide in mezzo alla folla. Quella sera anche Johnny, di ritorno dal lavoro e ignaro della fuga di Polly, rischia di fare una brutta fine, inseguito da un'auto alla cui guida c'è il pappone. Per fortuna, il malvivente riesce soltanto a distruggergli il contrabbasso. Arrivato a casa, Lincoln scopre l'amara verità: deciso a vendicare Polly, acquista una pistola; ma proprio quando riesce a rintracciare il criminale, questi viene ucciso davanti ai suoi occhi da un altro gangster, evidentemente un suo rivale.

Privato della possibilità di vendicarsi e, senza più uno strumento, anche di lavorare, Johnny viene contattato in un momento di sconforto da un amico, che gli presta un nuovo contrabbasso. Nel finale, suona felice – nonostante tutto.
La storia è intervallata da una serie di vignette in bianco e nero in cui è rappresentato Charlie "Bird" Parker nell'atto di suonare alcuni dei suoi molti pezzi celebri: una sorta di colonna sonora "muta" alle vicende narrate.
- Riedizioni successive:

1. L'uomo di Harlem, collana La nuova mongolfiera n. 15, 1989, Editori del Grifo (edizione in grande formato a colori)
2. L'uomo di Harlem, collana I Grandi del Fumetto n. 1, 1995, Hobby & Work (riproposizione del volume di Un uomo un'avventura)
3. Valentina Jazz. Avventure a ritmo serrato, collana Erotica n. 21, 2015, Mondadori Comics (edizione in formato medio in bianco e nero; contiene anche altre storie di Crepax)
4. Crepax: L'uomo di Pskov/L'uomo di Harlem, collana I Grandi Maestri n. 28, 2018, Editoriale Cosmo (edizione in formato bonellide a colori; contiene anche L'uomo di Pskov)

## L'uomo del New England(Dino Battaglia)
- Pubblicazione: giugno 1979
- Disegni, soggetto e sceneggiatura: Dino Battaglia
- Colori: Laura Battaglia
- Note: Assieme a L'uomo del Giappone di Robert Gigi, è l'unico album della collana non ambientato nell'Ottocento o nel Novecento.
- Contesto e ambientazione: 1757. L'azione si svolge in New England, durante la Guerra dei sette anni, combattuta principalmente sul suolo europeo, ma in parte anche in America, fra inglesi e francesi, entrambi appoggiati da tribù indiane la cui fedeltà veniva comprata all'occorrenza. I Rogers' Rangers del maggiore Robert Rogers sono realmente esistiti.

Trama: Christopher Nightly, un giovane giocatore d'azzardo di Liverpool, per sfuggire ai debitori inferociti sale a bordo di un bastimento diretto in New England. L'uomo non può pagarsi il viaggio, e così il capitano Monck, che pure lo prende in simpatia, una volta arrivati a Boston lo cede per un anno ad alcuni cacciatori di pelli, i fratelli Sam e Peter Hunter. Subito però cominciano i guai: la baracca dei due viene attaccata dagli indiani delle tribù del lago St. Francis; Sam dà istruzione a Chris affinché possa raggiungere poco più a nord l'avamposto del maggiore Roberts per dare l'allarme, ma mentre si allontana il giovane vede i pellerossa trucidare i cacciatori. Non senza imprevisti, Chris raggiunge Roberts, il quale lo arruola seduta stante nel suo corpo di ranger.
L'obiettivo di Rogers è radere al suolo il villaggio di St. Francis: muovendosi con difficoltà negli ambienti circostanti, il gruppo raggiunge arriva a destinazione e, nel corso di una notte insanguinata, stermina la popolazione e dà fuoco alle abitazioni. Isolati in una zona con poca selvaggina, i ranger decidono di dividersi per battere un territorio più ampio e cercare rifornimenti, nell'attesa di poter tornare al forte. Con un bel mucchietto d'oro reperito a St. Francis in tasca, Chris decide di averne abbastanza, e lascia i due compagni che gli erano stati assegnati.
Qualche tempo dopo, il giovane è di nuovo a Boston, dove rincontra il capitano Monck, al quale aveva promesso che si sarebbe servito di lui per il viaggio di ritorno. L'esperienza americana però ha profondamente cambiato Chris: con la scusa di una partita a carte, si fa ripulire apposta da Monck, e senza più denaro è "costretto" a rinunciare al viaggio, e a continuare a girare per il New England.
- Riedizioni successive:

1. L'uomo del New England, collana Tascabili Bompiani n. 246, 1981, Bompiani (edizione tascabile in bianco e nero)
2. L'uomo del New England, collana I Grandi del Fumetto n. 21, 1995, Hobby & Work (riproposizione del volume di Un uomo un'avventura)
3. L'uomo del New England, 2006, Editori del Grifo (edizione in grande formato in bianco e nero; dello stesso volume esiste anche una versione a tiratura limitata, con stampa a colori numerata in allegato)
4. Battaglia: L'uomo della legione/L'uomo del New England, collana I Grandi Maestri n. 18, 2018, Editoriale Cosmo (edizione in formato bonellide a colori; contiene anche L'uomo della legione)
5. L'uomo del New England, 2018, Edizioni NPE (edizione in grande formato a colori)

## L'uomo del Bengala(Guido Buzzelli)
- Pubblicazione: settembre 1979
- Disegni e colori: Guido Buzzelli

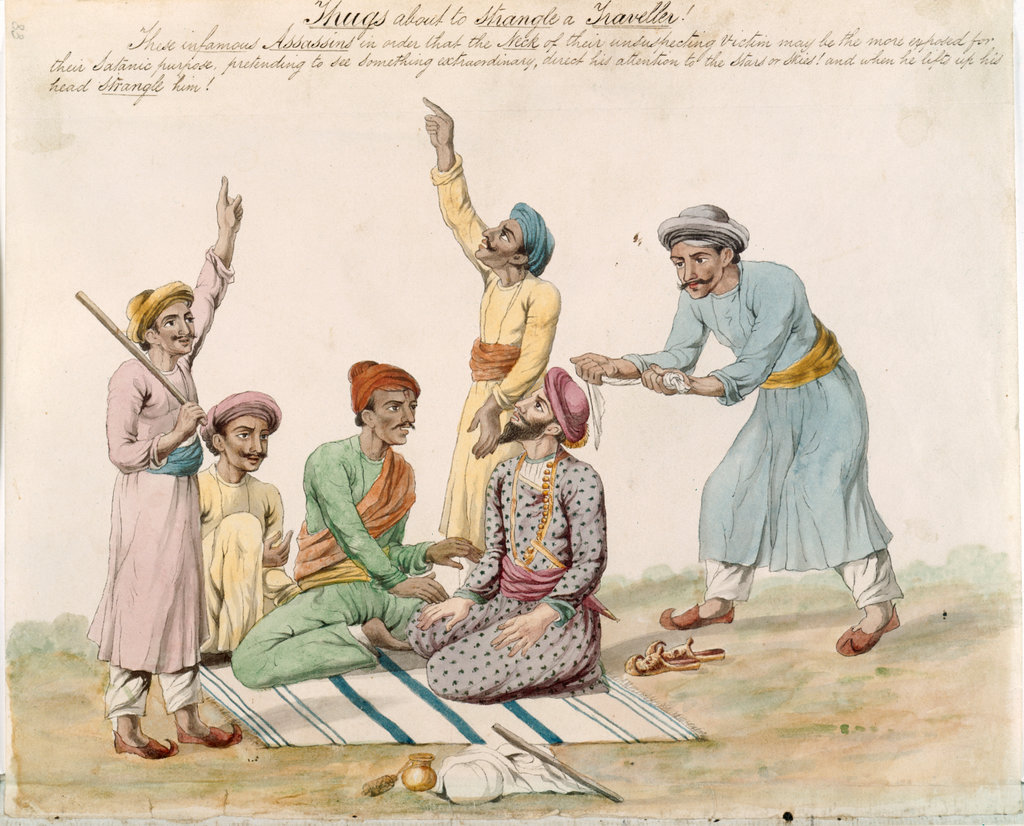
Un'illustrazione inglese del secondo quarto dell'Ottocento che raffigura un thug (l'uomo con la veste azzurra) che si appresta a strangolare un viaggiatore.

- Soggetto e sceneggiatura: Gino D'Antonio
- Contesto e ambientazione: La storia è ambientata in India, a metà Ottocento, e vede il protagonista impegnato in uno scontro con i thug, gli strangolatori fanatici della dea Kālī.

Trama: Una notte, Raven, impiegato della Compagnia delle Indie orientali, uccide in un raptus il superiore, che aveva trovato le prove di sue malversazioni. Per un caso, l'indiano Suki passa sotto la finestra dalla quale Raven butta giù l'uomo; entrato nell'ufficio, propone a questi di aiutarlo a scappare, dietro compenso. Mentre i due attraversano la città per raggiungere la campagna, assistono a una cerimonia sati, durante la quale una vedova sta per essere immolata. Come preso da una sorta di trance, Raven si innamora seduta stante della sconosciuta, e improvvisamente balza sulla pira e la porta via, inseguito dalla folla urlante. I due si rifugiano in un tempio della dea Kālī: Raven non è consapevole di aver violato un luogo sacro, e dunque la donna si mette a pregare per la sua salvezza; poi si ricongiungono con Suki, ed escono dalla città, dove si aggregano a una carovana di mercanti.
La donna si chiama Sitah, e fra lei e Raven scocca una strana passione, che per l'uomo è più un'ossessione. Suki se ne accorge e intima il suo padrone di mandarla via, ma questi per tutta risposta lo caccia dal gruppo. Subito le cose volgono al peggio: i mercanti sono preda dell'assalto di strangolatori thug, che rapiscono Sitah; Raven si salva, anche grazie a Suki, che non l'aveva mai perso di vista, e decide di attaccare il tempio dei fanatici. Nel corso di una lotta furiosa i due ne uccidono e ne mettono in rotta molti. Come Raven fa per avvicinarsi a Sitah, questa si disintegra, e la dea Kālī in persona si palesa a lui, dicendo di aver usato la donna per attirarlo in trappola e punire la sua empietà. Mentre il tempio crolla, seppellendolo vivo, Suki scappa, con le tasche piene dell'oro trafugato ai thug.
- Riedizioni successive:

1. L'uomo del Bengala, collana I Grandi del Fumetto n. 10, 1995, Hobby & Work (riproposizione del volume di Un uomo un'avventura)
2. Ayesha, collana I Maestri del Fumetto n. 37, 2008, Mondadori (edizione in grande formato in bianco e nero; contiene anche altre storie di Buzzelli)

## L'uomo di Canudos(Jo Oliveira)
- Pubblicazione: ottobre 1979

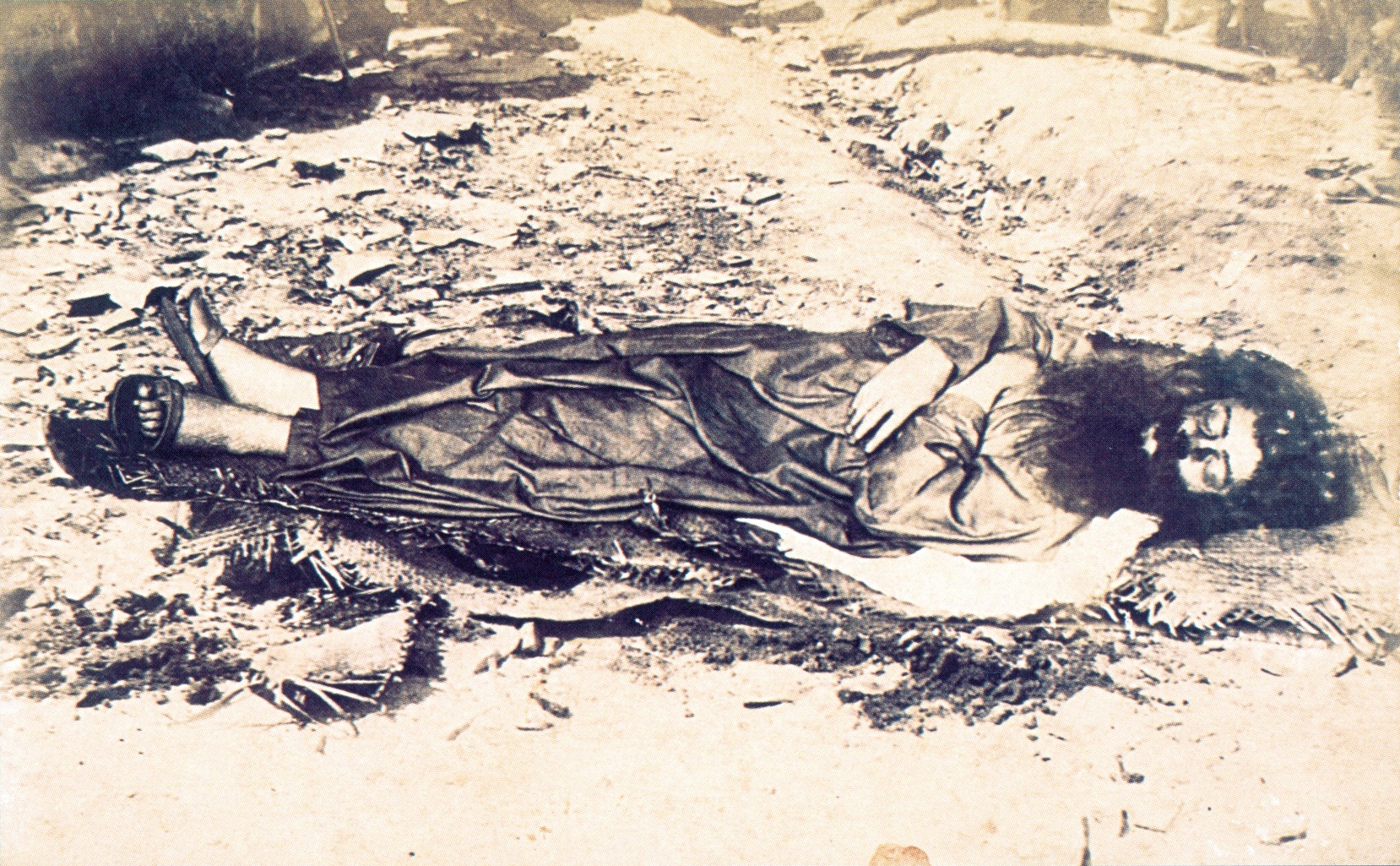
L'unica foto conosciuta del predicatore Antônio Conselheiro, scattata dopo la sua morte, il 22 settembre 1897.

- Disegni, soggetto, sceneggiatura e colori: Jo Oliveira
- Contesto e ambientazione: 1896-1897, sertão, Stato di Bahia. In quella regione, poverissima, si sviluppò all'epoca un movimento religioso e sociale di grande presa, guidato dal predicatore Antônio Conselheiro. I suoi seguaci, perlopiù contadini, fondarono una piccola città, Canudos, nella quale vivevano applicando un regime di comunione dei beni. A seguito di alcuni incidenti con le autorità locali, il governo inviò nell'area l'esercito guidato dal generale De Bittencourt, che rase al suolo il villaggio e ne sterminò la popolazione.

Trama: Il giovane contadino Francisco decide di diventare un Cangaço dopo che la sua famiglia viene sterminata da un signorotto locale, il colonnello Furtado. Passato qualche mese, finalmente riesce a vendicarsi e a uccidere l'aguzzino. Soddisfatto, saluta i compagni e abbandona la vita da brigante.

Mentre sta chiedendosi cosa fare nel suo futuro, Francisco scorge una folla di persone in processione: sono contadini che hanno deciso di mollare tutto per raggiungere la comunità religiosa e civile di Antônio Conselheiro, a Canudos. Senza niente da perdere, Francisco si unisce a loro, e durante il lungo viaggio conosce anche una giovane di cui si innamora, ricambiato. Infine, il gruppo raggiunge la cittadina.
La predica di Conselheiro accende il cuore di Francisco, che gli proclama senza indugio la sua fedeltà, e che per questo viene nominato capitão dell'esercito di Canudos, anche grazie all'esperienza in combattimento acquisita come cangaceiro. La comunità è infatti da mesi minacciata dalle autorità, che vorrebbero distruggerla, e un drappello è anzi in procinto di raggiungerla. La prima battaglia di Francisco è un grande successo, forse perfino troppo: la notizia della clamorosa rotta dei soldati raggiunge i piani alti, dove si prepara una spedizione punitiva.

Francisco non sta con le mani in mano e organizza la difesa, trovando anche il tempo per sposarsi con la moglie, incinta, con la benedizione di Conselheiro. La felicità dura poco: quando arriva l'esercito, si tratta affinché donne e bambini possano uscire illesi, ma gli uomini restano in Canudos e combattono per molte settimane, durante le quali muore – per cause naturali – anche Conselheiro, il 22 settembre 1897. Francisco assume la guida, ma le forze nemiche sono soverchianti, e il villaggio è distrutto il 5 ottobre.

Qualche anno dopo, la moglie di Francisco racconta al figlio nel frattempo nato la storia dell'eroico papà, e il bambino giura che un giorno anche lui combatterà per la sua terra.
- Riedizioni successive:

1. L'uomo di Canudos, collana I Grandi del Fumetto n. 22, 1995, Hobby & Work (riproposizione del volume di Un uomo un'avventura)

## L'uomo di Cuba(Fernando Fernández)
- Pubblicazione: novembre 1979

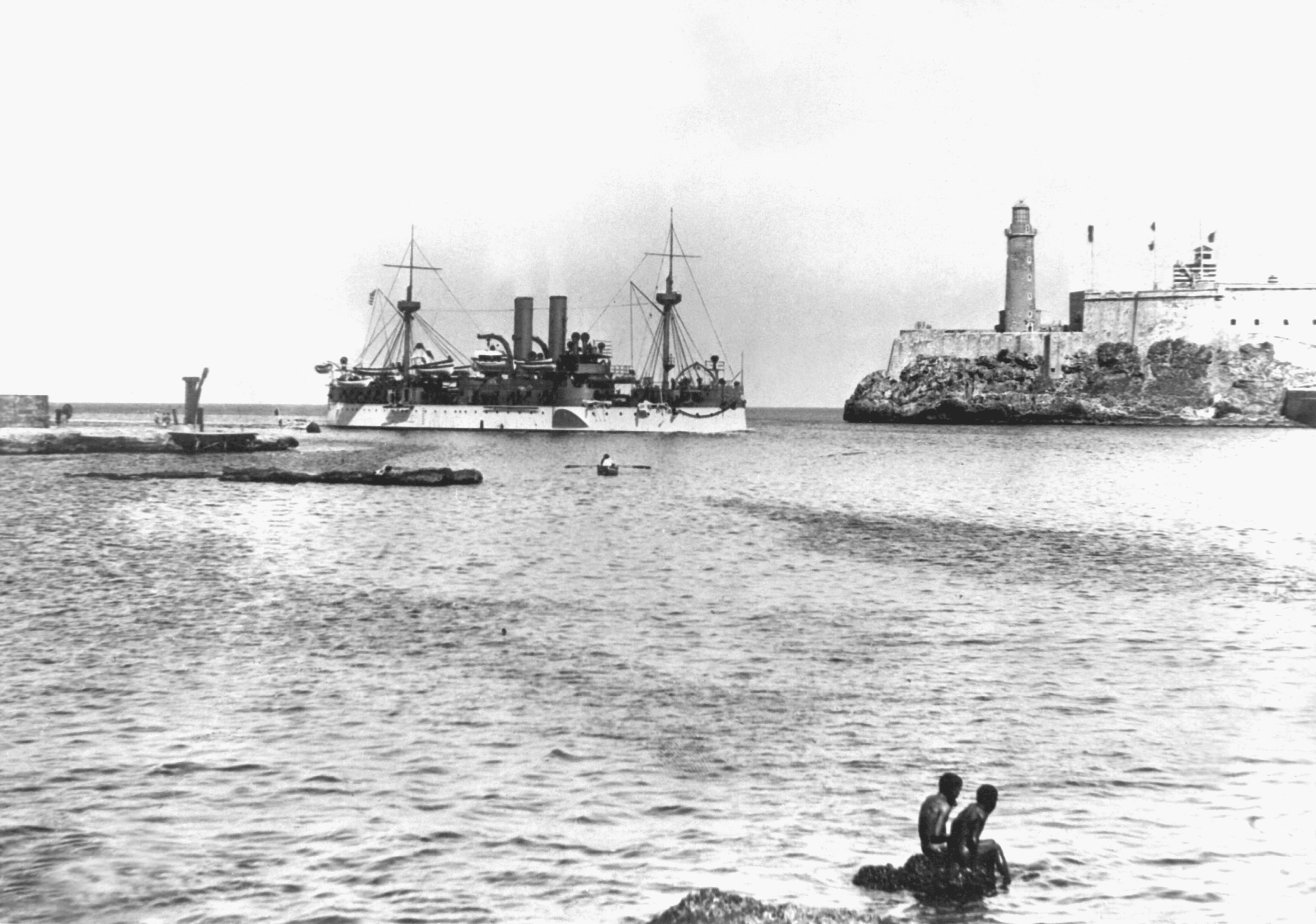
La USS Maine entra a L'Avana nel gennaio del 1898.

- Disegni, soggetto e sceneggiatura: Fernando Fernández
- Colori: Ugo Pietrafitta
- Contesto e ambientazione: La storia si sviluppa fra 1895 e 1898 a Cuba. Un periodo tumultuoso per l'isola, durante il quale la popolazione si sollevò contro gli antichi colonizzatori, gli spagnoli, per cacciarli definitivamente. L'insurrezione ebbe esito positivo anche grazie al decisivo appoggio degli Stati Uniti, all'epoca guidati dal presidente McKinley.

Trama: Sergio Masetti è un italiano di mezza età che da giovane ha fatto il Risorgimento al seguito dei Mille, e che ora si è trasferito a Cuba, dove esercita la professione di medico.

Nel corso di un giro fra i boschi si imbatte in un mucchio di cadaveri, quel che resta di uno spaventoso massacro di cui gli narra l'unico superstite, Juan Gutiérrez; nello scontro è perito il presidente degli insorti cubani, José Martí, ed è stato ferito il generalissimo Máximo Gómez. Dopo essersi rimesso, Juan scappa dalla casa di Masetti, temendo di poter essere scoperto dalle pattuglie spagnole; non prima di aver chiesto al dottore di recapitare per conto suo un messaggio a Gómez, nascosto sulle alture.

Pur essendo formalmente neutrale, in quanto cittadino straniero, da vecchio garibaldino qual è Masetti simpatizza per i cubani, e decide di adempiere alla missione. Lungo la strada incontra una giovane ribelle, Maria, per un caso proprio la sorella di Juan, che acconsente ad accompagnarlo, e di cui presto si innamora, ricambiato. I due giungono infine al comando militare: Gómez è sinceramente stupito della lealtà di Masetti, e gli chiede di unirsi ai combattenti; ma l'italiano rifiuta, rivendicando la propria apoliticità, e saluta Maria.

Passano i mesi, durante i quali Masetti continua a prestare soccorso indifferentemente a cubani e a spagnoli; e un paio di anni dopo, nel febbraio 1898, il dottore è a L'Avana, dove è da poche settimane sbarcata la USS Maine, una nave americana in visita di cortesia. Una misteriosa esplosione alle 21:40 del 15 febbraio a bordo della corazzata convince il presidente McKinley a cedere alle pressioni degli interventisti, e a dichiarare guerra alla Spagna. Nel giugno, con l'aggravarsi della situazione, Masetti decide di scappare e di ricongiungersi con Maria, che non ha mai dimenticato. Ma lungo la strada il conflitto lo costringe rimandare l'attesa incontro e a combattere: Masetti si unisce agli americani, e partecipa alla liberazione dell'isola.

Finalmente, il 17 luglio la Spagna capitola. Cuba non ottiene l'indipendenza agognata – non ancora –, finendo sotto la sfera d'influenza degli Stati Uniti; ma Masetti ritrova la sua Maria.
- Riedizioni successive:

1. L'uomo di Cuba, collana I Grandi del Fumetto n. 11, 1995, Hobby & Work (riproposizione del volume di Un uomo un'avventura)

## L'uomo del Khyber(Attilio Micheluzzi)
- Pubblicazione: febbraio 1980

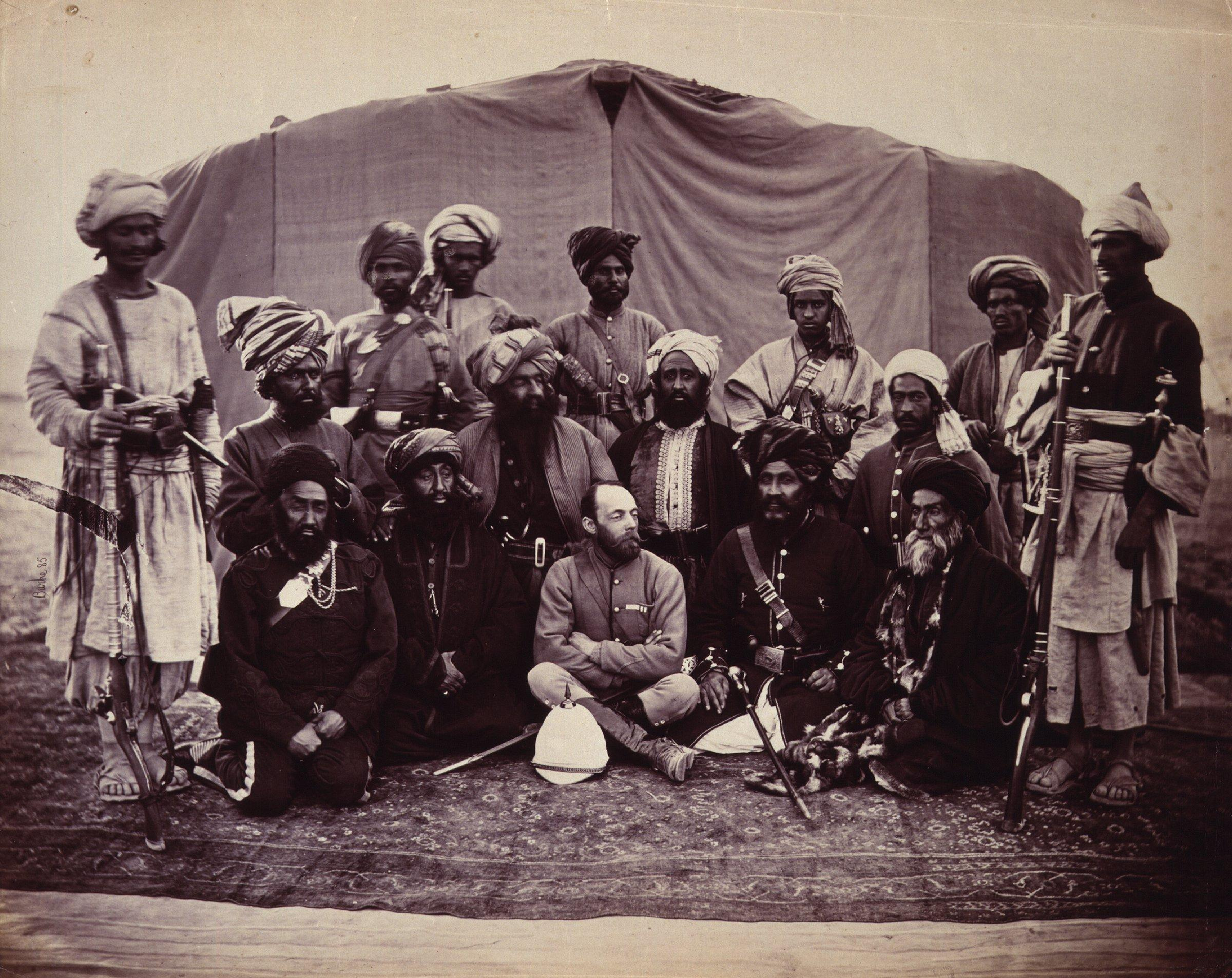
Sir Pierre-Louis Napoleon Cavagnari (al centro, seduto dietro l'elmo) con alcuni dignitari sardar.

- Disegni, soggetto, sceneggiatura e colori: Attilio Micheluzzi
- Contesto e ambientazione: L'album è ambientato nell'estate-autunno del 1879, fra Lahore e Kabul. Il titolo fa riferimento al passo Khyber, un valico montuoso che collegava il Punjab, una regione dell'India (ma la zona è oggi parte del Pakistan), con l'Afghanistan. A quell'epoca gli inglesi, che controllavano l'India, stavano cercando di estendere la loro sfera di influenza in Afghanistan (la "frontiera del nord-ovest"), al fine di creare uno Stato-cuscinetto per contenere una possibile invasione russa.
Sia Pierre-Louis Napoleon Cavagnari, sia Frederick Roberts sono figure realmente esistite.

Trama: Reginald Winkie è un giovane eurasiano di Lahore, commesso di banca di belle speranze. Almeno fino a quando una delle sue innumerevoli amanti, la nobile Janet Brickbats, non viene assassinata. I sospetti della buona società inglese razzista cadono subito su di lui, che scappa e fa perdere le sue tracce; non prima di aver scoperto per conto suo che a uccidere la donna è stato l'ufficiale inglese Lowndes, geloso della relazione che Winkie aveva con un'altra ragazza.

Qualche giorno dopo, il 15 luglio, Lowndes è fra i soldati che partono da Lahore per Kabul al seguito di sir Pierre-Louis Napoleon Cavagnari, incaricato dal governo di prendere contatti con l'emiro Ayub Khan per stabilire una testa di ponte inglese in Afghanistan. Il temuto viaggio attraverso il passo Khyber, infestato dai guerrieri Pathans, è in realtà tranquillo, e alla fine del mese la spedizione entra in città; ma la situazione è molto tesa, visto che gli abitanti afghani non hanno intenzione di accettare la presenza britannica.
Nel frattempo, arriva a Kabul anche Winkie, che ha ormai perso i vestiti e i connotati che – s'illudeva – lo facevano sembrare un inglese, ed è diventato a tutti gli effetti un indiano. Il 3 settembre scoppia la rivolta. Winkie aiuta gli insorti, e approfitta della sommossa per vendicarsi di Lowndes, nel caos generale; per un caso, assiste anche alla morte di Cavagnari – abbattuto da un cecchino –, che frequentava personalmente a Lahore quando ancora era incensurato, e che gli consegna prima di spirare un foglietto. La rivolta popolare si conclude con il massacro dell'intera guarnigione, ma Winkie è ormai uscito dalla città.

La notizia della strage di Kabul si diffonde, e una spedizione punitiva viene organizzata già ai primi di ottobre, guidata dal generale Frederick Roberts. Winkie decide di andargli incontro; lungo la strada, scopre che gli afghani stanno tendendo un agguato agli inglesi, e quando è in vista della colonna riesce ad avvertirli della trappola, venendo però abbattuto da una pallottola. Prima di morire, consegna all'ufficiale Wilkinson – per una beffa del destino, il marito cornificato della defunta Janet Brickbats – il foglietto di Cavagnari: una lista delle spie russe di stanza in India. Nonostante fosse stato rifiutato dalla società inglese, Winkie non aveva mai smesso di sentirsi un suddito britannico e di agire per la vittoria del suo paese. 
- Riedizioni successive:

1. L'uomo del Khyber, collana I Grandi del Fumetto n. 12, 1995, Hobby & Work
2. Dal Tanganyka al Khyber, 2008, Comma 22 (edizione in grande formato in bianco e nero; contiene anche L'uomo del Tanganyka)
3. I Maestri del Fumetto: Attilio Micheluzzi, collana Avventura Magazine n. 1, 2015, Sergio Bonelli Editore (edizione in formato bonellide a colori; contiene anche L'uomo del Tanganyka, e altre storie di Micheluzzi)

## L'uomo delle Filippine(Ivo Milazzo)
- Pubblicazione: aprile 1980
- Disegni: Ivo Milazzo

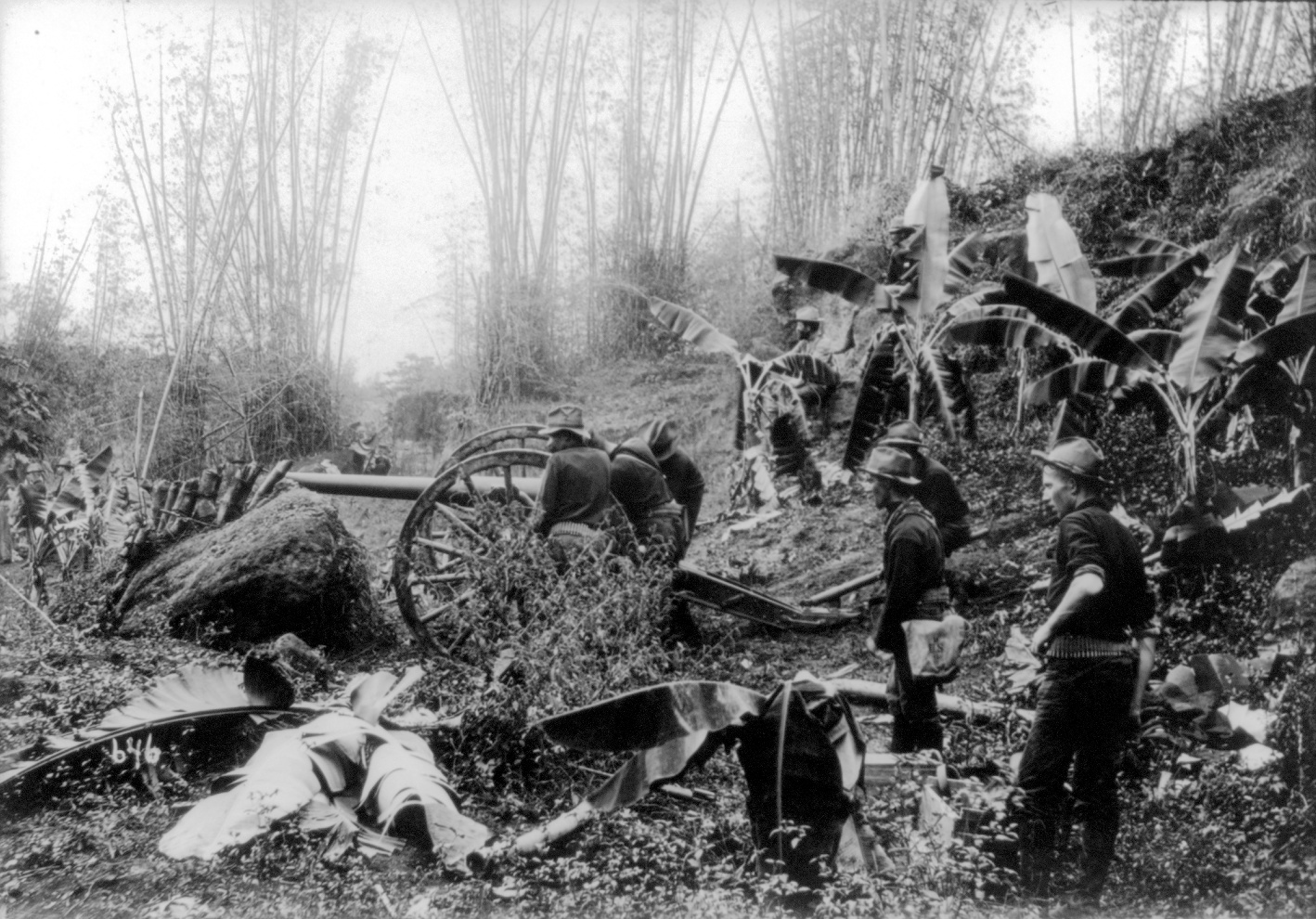
Soldati americani a Manila, 1909.

- Soggetto e sceneggiatura: Giancarlo Berardi
- Colori: Graziella Milazzo
- Contesto e ambientazione: La storia si svolge interamente a Mindanao, nel corso di pochi giorni dell'agosto 1902. Sono gli anni in cui gli Stati Uniti, sotto la presidenza McKinley, stanno cercando di assicurarsi il controllo delle Filippine (ufficialmente per "motivi umanitari", al fine di promuoverne l'autodeterminazione), dopo aver contribuito in maniera decisiva a cacciare i vecchi colonizzatori, gli spagnoli.

Trama: Il tenente Arnold, del XVI fanteria, accompagna il distinto James "Jim" Stappleton – un civile – e l'indigeno Jolo – il servitore di questi – a Bagsak, dove si trova il comando militare statunitense. Stappleton, uomo intelligente e sensibile alla causa dell'indipendenza filippina, vuol rincontrare il suo vecchio amico, il colonnello Harris, che dirige le operazioni nell'area. Il viaggio è drammaticamente fermato da un attacco di juramentados, ribelli fanatici pronti al martirio a tutti i costi, pur di infliggere danni agli americani. Il plotone di Arnold non subisce molte perdite, ma sul campo rimangono i tantissimi cadaveri degli assalitori, abbattuti dai soldati – con sconcerto di Jim – utilizzando armi caricate con pallottole dum-dum, ufficialmente messe al bando dal Congresso.

L'arrivo al campo riporta un po' di quiete, e Stappleton ha modo di salutare l'amico Harris. Il molto tempo passato dal loro ultimo incontro ha contribuito però inevitabilmente ad allontanarli: benché non approvi del tutto i metodi del tenente Arnold, Harris è comunque un convinto sostenitore dell'occupazione americana, e Jim se ne rammarica. Il colloquio è interrotto dall'arrivo di un indigeno, che reca una buona notizia: il più importante datu (capo) della zona, Mustapha, ha acconsentito a un incontro di pace. Harris invita Stappleton alla cerimonia, che però si rivela una trappola: la polveriera del campo viene fatta saltare il aria, il colonnello è ucciso da un filippino, e Arnold, impiegando una mitragliatrice nuova di zecca caricata con dum-dum, falcidia i ribelli e cattura il datu.

Il giorno dopo, Stappleton si reca nell'ufficio di Arnold, che ormai ha preso il comando, e lo scopre intento a torturare il datu. Sconvolto, lo affronta, ma viene messo K.O. e si risveglia ore dopo, accudito amorevolmente da Jolo. Quando Jim confessa al giovane servitore di averlo scorto la sera prima intento a dare fuoco alla polveriera, Jolo afferra una pistola e gliela punta contro, ma viene abbattuto senza fiatare da Harris, appena entrato nella stanza. Furibondo, Stappleton gli rivela che la pistola era scarica, e gli assicura che finirà davanti alla corte marziale per i suoi crimini: Jim è infatti in segreto un membro della commissione d'inchiesta di Samar.
Lo sceneggiatore Giancarlo Berardi immagina che Stappleton abbia scritto un libro che racconta la vicenda di Mindanao, A man from Philippines: nell'epilogo dell'album, ambientato nel 1971, un giovane tenente lo legge, prima di recarsi nelle vesti di military prosecutor al processo a carico del tenente William L. Calley jr., il responsabile del massacro di My Lai durante la guerra del Vietnam.
- Riedizioni successive:

1. L'uomo delle Filippine, collana La nuova mongolfiera n. 22, 1990, Editori del Grifo (edizione in grande formato a colori)
2. L'uomo delle Filippine, collana I Grandi del Fumetto n. 23, 1995, Hobby & Work (riproposizione del volume di Un uomo un'avventura)
3. Ken Parker Collection presenta: Welcome to Springville – L'uomo delle Filippine, collana Ken Parker Collection n. 44, 2006, Panini Comics (edizione in formato tascabile a colori; contiene anche altre storie di Berardi, Milazzo e Renzo Calegari)

## L'uomo del Grande Nord(Hugo Pratt)
- Pubblicazione: giugno 1980
- Disegni, soggetto e sceneggiatura: Hugo Pratt
- Colori: Anne Frognier
- Note: L'uomo del Grande Nord è l'unico fra i quattro albi di Pratt pubblicati in Un uomo un'avventura presentato effettivamente in anteprima mondiale in collana.
Della storia esiste anche un seguito, mai portato a termine (se ne possono leggere soltanto 19 tavole), intitolato Jesuit Joe, e realizzato dallo stesso Pratt. Le prime 17 tavole furono serializzate a colori (di Patrizia Zanotti) sulla rivista Comic Art nel corso del 1984[17]; le ultime due (lasciate in bianco e nero e mai pubblicate Pratt vivente) sono state invece proposte in successive riedizioni della storia, indicate di seguito[18].
Nel 1990 uscì, contemporaneamente in Francia per l'editore Favre e in Italia per le Edizioni del Grifo, una trasposizione della storia sotto forma di romanzo, intitolata anch'essa Jesuit Joe e curata da Paolo Rota (che aveva già adattato in prosa anche altri fumetti di Pratt: Wheeling ed El Gaucho). 
Infine, il regista canadese Olivier Austen trasse dall'opera un lungometraggio, Jesuit Joe, presentato per la prima volta nel novembre 1991. Pratt collaborò alla produzione e disegnò 21 storyboard, che nelle intenzioni dovevano espandere la vicenda con scene extra, ma che non furono effettivamente presi in considerazione. Gli storyboard confluiranno comunque in alcune riedizioni del fumetto, a intervallare le tavole originali (vedi sotto).
- Contesto e ambientazione: Canada, Territori del Nord-Ovest, attorno al 1920. Nella storia compaiono diversi membri del corpo di polizia a cavallo canadese (Royal Canadian Mounted Police), comunemente noti con i soprannomi "Giubbe rosse" o "Mounties".

Trama: Jesuit ("gesuita") Joe – ma il suo vero nome è Joseph Montour Riel, nipote del celebre Louis Riel – è un Métis, mezzo Mohawk e mezzo francese. Porta la divisa delle Giubbe rosse, ma non è un poliziotto, e l'ha semplicemente trovata in un rifugio. Joe è invece uno psicopatico, capace di alternare momenti di generosità ad altri di violenza eccessiva e gratuita: come quando, attraversando un bosco pieno di uccelli che cantano, li abbatte perché c'è "troppa felicità" nei loro cinguettii.

Il volume è strutturato in maniera episodica, seguendo i suoi vagabondaggi per le distese innevate del Canada. Dopo essersi battuto con alcuni uomini che volevano ucciderlo ed averli scalpati, Joe salva un bambino bianco che stava per essere sacrificato da un indiano suo rapitore; quindi lo affida una coppia di Inuit affinché lo accudisca, rifiutando di riconsegnarlo ai genitori biologici perché, se hanno permesso che fosse sequestrato, "non lo meritano".
Joe raggiunge in seguito un piccolo insediamento sulle rive di Artillery Lake e fa visita al parroco locale, padre La Salle. Il meticcio frequentava il suo catechismo quand'era giovane, e si ricorda dei suoi sermoni sulla penitenza: ritenendo che il prelato sia troppo tranquillo, lo pugnala a una mano affinché provi realmente il dolore di cui tanto si riempiva la bocca. Proprio mentre lascia la chiesa, tuttavia, Joe viene avvicinato da un'altra Giubba rossa, che gli affida l'incarico che sarebbe spettato a un tale sergente Fox, il quale però non si vede da giorni: ovvero scortare due criminali, i coniugi Thorpe, fino a Fort Resolution; Joe apparentemente accetta, ma lungo la strada li libera, affermando di non aver nulla di personale contro di loro.

Il Métis raggiunge quindi una capanna isolata nel bosco, dove è tenuta prigioniera, da due cercatori d'oro, sua sorella: Joe massacra i rapitori, e spara anche alla donna, colpevole, a suo dire, di essersi concessa ai due bianchi. Poco lontano, assiste in una radura alla tortura di un uomo da parte di alcuni indiani: è Jim Cashel, il padre del bambino salvato tempo addietro da Joe, che da settimane vaga in cerca del piccolo. Gli indiani credono che sia stato lui a eliminare il rapitore loro compagno e vogliono vendicarsi, ma Joe li falcidia e salva il prigioniero; non rivela però a Cashel della sorte del figlio, abbandonandolo in mezzo alla tormenta.

Infine, Joe si imbatte in mezzo alla neve in un poliziotto, mezzo morto a causa del freddo. Dopo averlo portato in un rifugio, scopre che l'uomo è proprio il sergente Fox: stava cercando di raggiungerlo, messo sulle sue tracce dalla Giubba rossa di Artillery Lake, per cercare insieme il bambino dei Cashel. I due decidono di cooperare (Joe non gli dice di essersi già occupato della cosa), ma la mattina seguente Fox svela le sue carte, dicendo di essere perfettamente al corrente dei crimini del meticcio, e di sapere che non è un vero poliziotto: la divisa di cui si appropriò era infatti la sua. Fox vuol condurlo a Fort Resolution affinché riceva un regolare processo, visto che l'uomo gli ha comunque salvato la vita, e ha effettivamente anche compiuto del bene nel suo vagabondare: per dimostrargli di fidarsi, lungo la strada Fox gli leva le manette, prima di proseguire. Al che, Joe gli risponde che lui va "in direzione opposta". I due uomini fissano per lunghi attimi l'unico fucile a loro disposizione, prima di gettarsi su di esso per sopraffarsi vicendevolmente: in fuori campo si sente uno sparo, e il lettore può solo immaginare cos'è successo per davvero.
- Riedizioni successive:

1. Caino e Gesuita Joe, 1984, Edizioni L'Isola Trovata (edizione in grande formato a colori; contiene anche L'uomo della Somalia)
2. Gesuita Joe, rivista Corto Maltese, dal n. 10/anno IX (ottobre 1991) al n. 12/anno IX (dicembre 1991), Rizzoli/Milano Libri (ristampa su rivista, a colori; comprende anche i 21 storyboard del film)
3. Jesuit Joe, 1992, Rizzoli/Milano Libri (edizione in grande formato a colori; comprende anche i 21 storyboard del film)
4. L'uomo del Grande Nord, 2007, Edizioni Lizard (edizione in grande formato a colori)
5. Jesuit Joe, collana Corto Maltese e il meglio di Hugo Pratt n. 17, 2010, RCS MediaGroup/Rizzoli Lizard (edizione tascabile a colori; comprende anche i 21 storyboard del film e le 19 tavole del seguito)
6. Un uomo un'avventura, collana Tutto Pratt n. 28, 2014, RCS MediaGroup/Rizzoli Lizard (edizione in grande formato a colori; contiene anche L'uomo dei Caraibi, L'uomo del sertão e L'uomo della Somalia)
7. Un uomo un'avventura. Il Grande Nord, collana L'arte di Hugo Pratt n. 19, 2018, GEDI Gruppo Editoriale (edizione in grande formato a colori; comprende anche i 21 storyboard del film e le 19 tavole del seguito)
8. Trilogia delle religioni, 2021, Rizzoli Lizard (edizione in grande formato a colori; contiene anche L'uomo del sertão e L'uomo della Somalia; comprende anche le 19 tavole del seguito)

## L'uomo del Giappone(Robert Gigi)
- Pubblicazione: ottobre 1980

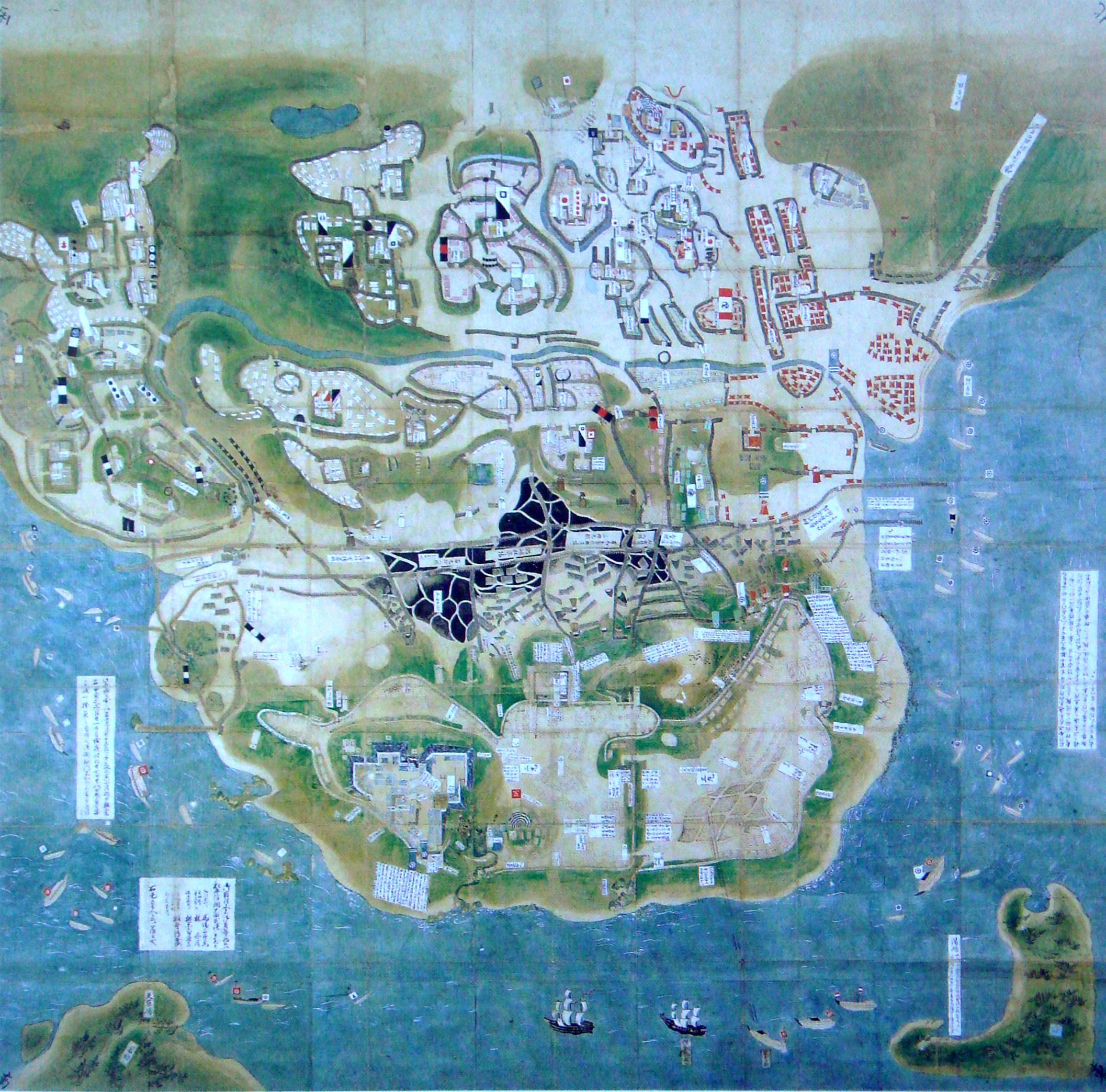
Un'illustrazione giapponese del Seicento che raffigura l'assedio del castello di Hara, la roccaforte degli insorti cristiani di Shimabara.

- Disegni, soggetto e sceneggiatura: Robert Gigi
- Colori: Anne Frognier
- Note: Ai tempi dell'apparizione in collana, L'uomo del Giappone non era un inedito (come gran parte degli altri volumi), ma era già stato effettivamente pubblicato nel corso del 1971 e del 1972 nei Paesi Bassi nella rivista Pep, dell'editore Oberon, con il titolo Ugaki – De Samoerai.
Il volume è curiosamente l'unico della collana non auto-conclusivo, lasciando nel finale le vicende in sospeso: in effetti, nel 1985 uscì in Francia un seguito, Ugaki – L'escrimeur fou, pubblicato da Dargaud, e proposto in Italia l'anno successivo dall'etichetta L'Isola Trovata, della stessa CEPIM (collana Gli Albi di Orient Express n. 12, titolo Ugaki).
Assieme a L'uomo del New England di Dino Battaglia, è anche l'unico album della collana non ambientato nell'Ottocento o nel Novecento.
- Contesto e ambientazione: L'album è ambientato negli anni trenta dei Seicento, in Giappone, nei pressi di Shimabara. Fra 1637 e 1638 si scatenò in quella zona una violenta rivolta di nobili e samurai convertitisi al cristianesimo contro l'esercito dello shōgun Tokugawa, che aveva iniziato a perseguitare proprio i cristiani. L'esito dello scontro, vinto dallo shōgunato, avrebbe portato ai quasi due secoli di isolazionismo (sakoku) dalle influenze straniere.

Trama: Ugaki è un rōnin: il suo padrone (daimyō) è stato ucciso, ma egli non si è suicidato a sua volta (seppuku), come prescrive il codice d'onore dei samurai (bushidō), perché prima di morire il daimyō gli ha chiesto di continuare a vivere per vendicarlo.

Dopo aver combattuto contro un vampiro [sic!], Ugaki incontra i samurai del daimyō Kanenaga: questi è stato ferito a seguito dello scontro con alcuni briganti, che gli hanno sottratto un forziere pieno di preziosi, e soprattutto l'amato figlio. Con uno stratagemma, Ugaki penetra nel covo dei banditi e rapisce una donna, potendo così organizzare il giorno successivo uno scambio di ostaggi. Grato per il soccorso prestatogli, Kanenaga chiede a Ugaki di mettersi al suo servizio, garantendogli in cambio aiuto per i suoi propositi di vendetta.

I mesi però passano, e Kanenaga non sembra ricordarsi della parola data. Un giorno d'inverno, Ugaki viene contattato da alcuni samurai convertiti al cristianesimo. Il loro capo, Ōishi, chiede a Ugaki di unirsi a loro: stanno recandosi nei pressi della città di Shimabara, per rinfoltire i ranghi del rōnin cristiano Masuda Shirō, il quale sta organizzando una rivolta contro lo shōgun Tokugawa. I rivoltosi sono perlopiù contadini, e c'è bisogno di uomini d'arme che sappiano addestrarli. Anche loro promettono a Ugaki aiuto per la sua vendetta, che decide di accettare, benché personalmente resti fedele allo shintoismo.

Il gruppetto sbarca a Amakusa, un'isola vicino a Shimabara scelta da Shirō come suo quartier generale. Dopo alcune scaramucce con i soldati regolari, i samurai riescono a incontrarsi con il rōnin, e incominciano a organizzare le operazioni, visto che le truppe dello shōgun si avvicinano. Le prime battaglie campali sono un successo; tuttavia, ogni volta i sopravvissuti riescono ad asserragliarsi nelle numerose fortezze sparse per la regione e i ribelli, non disponendo di artiglieria, non riescono a penetrarvi e a regolare davvero i conti. Ugaki, che pure continua a combattere, sente che le numerose perdite subite dai ribelli sono sempre più inutili, e inizia a dubitare delle capacità dei capi.

Per sbollentare la tensione, Shirō manda Ugaki in missione più a sud, per cercare di reclutare nuovi alleati. Tuttavia, l'imbarcazione che lo trasporta fa naufragio: morti gli altri membri della spedizione, solo Ugaki viene salvato da un contadino, che lo nota su una spiaggia. Dopo essere rimasto comatoso per molto tempo, quando si risveglia decide di tornare ad Amakusa. Il viaggio è irto di pericoli, e quando finalmente raggiunge la meta Ugaki viene a scoprire che la rivolta è stata domata nell'aprile del 1638, e che i capi sono tutti morti.

Ugaki torna a vagare senza meta, nella speranza di poter un giorno vendicare il suo daimyō.
- Riedizioni successive: Nessuna

## L'uomo di Rangoon(Ferdinando Tacconi)
- Pubblicazione: novembre 1980
- Disegni: Ferdinando Tacconi

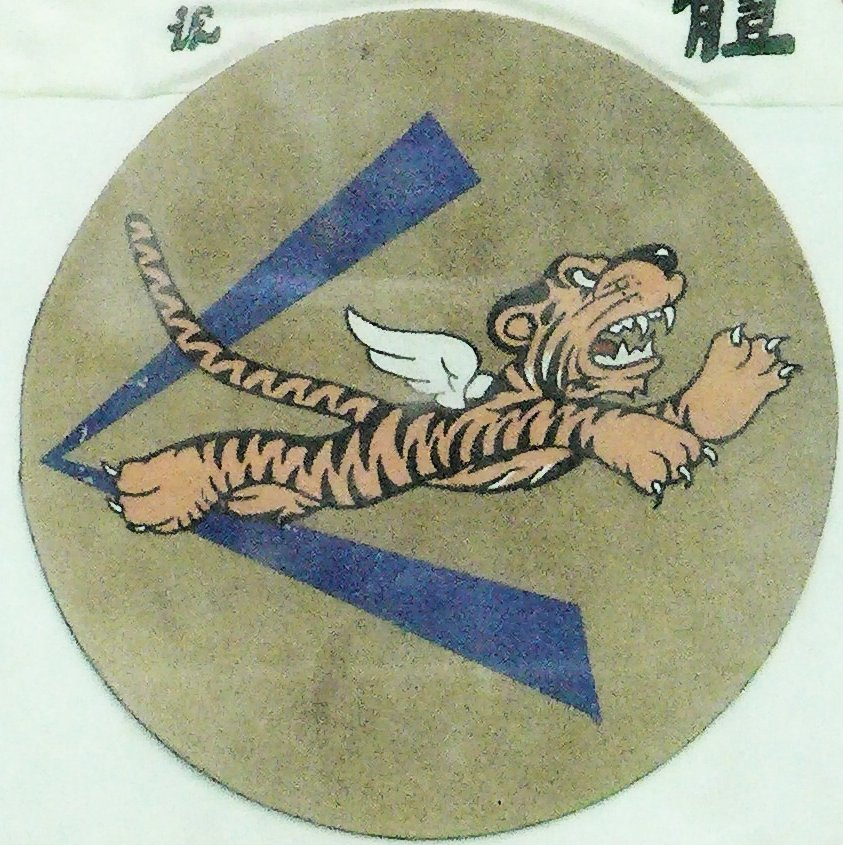
Lo stemma delle "Tigri Volanti", creato dai Walt Disney Studios

- Soggetto e sceneggiatura: Gino D'Antonio
- Colori: Ugo Pietrafitta
- Contesto e ambientazione: Le vicende si situano fra 1941 e 1942, in Birmania, nei pressi di Yangon (o Rangoon). Nel Pacifico, le avvisaglie della seconda guerra mondiale erano già incominciate: benché non fossero ancora entrati ufficialmente nel conflitto, gli Stati Uniti avevano iniziato a fornire in maniera discreta aiuti logistici e anche effettivamente militari ai nazionalisti di Chiang Kai-shek contro gli invasori giapponesi, istituendo a tale scopo il corpo d'aviazione di volontari delle "Tigri Volanti" (Flying Tigers).

Trama: Il pilota Smiley convince l'amico Duke ad arruolarsi assieme a lui nel corpo delle "Tigri Volanti", visto che la paga è molto generosa. Duke lavorava anch'egli come pilota – acrobatico –, ma la sua carriera si è interrotta a causa di uno stupido incidente provocato dall'ex-fiamma, la svampita Rosie. Per una beffa della sorte, arrivati nella base di Rangoon Duke scopre tuttavia con disperazione che anche Rosie si è arruolata, come infermiera. Comunque, i mesi passano in fretta: sia Duke sia Smiley sono piloti eccezionali, e riescono ad abbattere con successo numerosi aerei giapponesi, a dispetto del fatto che gli apparecchi americani siano meno performanti.

Un giorno, mentre è in congedo a Rangoon, Duke conosce una giovane e bella cinese, simpatizzante dei giapponesi, che cerca di corromperlo per rivelargli informazioni sugli americani. L'arrivo di Smiley e Rosie le rompe le uova nel paniere, e la donna scappa, con grande dispiacere di Duke, che – forse – avrebbe volentieri ceduto. I tre tornano al campo, con Duke visibilmente arrabbiato, proprio mentre la base è sotto attacco: saliti sugli apparecchi, Duke e Smiley affrontano i nemici, ma il primo ha altri pensieri per la testa, e la sua negligenza fa sì che l'aereo dell'amico venga abbattuto, e Smiley ucciso.

Anche quello di Duke è colpito, ma il pilota riesce a paracadutarsi, venendo però catturato da un drappello di giapponesi, che lo porta nella tenuta della giovane ragazza conosciuta a Rangoon. La cinese inizia a torturarlo, ma l'intrepida Rosie, sfidando ogni buon senso per amore di Duke, riesce a penetrare da sola nel complesso e a salvare l'amato. I due si rimettono insieme, e Duke giura che d'ora in poi combatterà in nome dell'amico caduto.
- Riedizioni successive:

1. L'uomo di Rangoon, collana I Grandi del Fumetto n. 13, 1995, Hobby & Work (riproposizione del volume di Un uomo un'avventura)
2. Un uomo un'avventura, collana Le Storie n. 108, 2021, Sergio Bonelli Editore (edizione in formato bonellide in bianco e nero; contiene anche L'uomo del deserto)